# Mouvement social contre la loi Travail en France de 2016
Le mouvement social contre la loi Travail en France portée par la ministre Myriam El Khomri est un mouvement national de grèves et de manifestations sur le territoire français durant la période du 9 mars au 15 septembre 2016. Il s'agit du plus grand mouvement social depuis la loi Woerth de 2010 réformant le système de retraites.
Les manifestations, qui ont débuté dès que les syndicats ont connaissance de la décision de présenter ce texte devant le Parlement, sont l'une des plus importantes de la présidence de François Hollande avec l'opposition à la loi ouvrant le mariage homosexuel en 2013 et les « marches républicaines » de janvier 2015.
Au sein même de la majorité présidentielle, certains députés socialistes, qualifiés de « frondeurs », soutiennent les mouvements de contestation, conduisant le gouvernement de Manuel Valls a engager sa responsabilité au titre de l'article 49 alinéa 3 de la Constitution en mai 2016.
En parallèle de ces revendications syndicales et professionnelles, un mouvement social baptisé Nuit debout émerge des manifestations contre la loi Travail et s'organise en commissions, suivant les principes d'une démocratie participative voulue par les organisateurs. Le mouvement affirme ne pas être lié à une quelconque organisation politique ou syndicale.
En septembre et octobre 2017, le mouvement anti-loi Travail réapparaît, de manière moins massive, pour protester contre la réforme du code du travail par ordonnances, engagée par le président Emmanuel Macron.

## Chronologie

### Février 2016
Le 17 février 2016, cinq mois après la publication du rapport Combrexelle, souhaitant la simplification et l'assouplissement du droit du travail avant la fin du quinquennat. le gouvernement Valls transmet le texte d'un projet de loi, « visant à instituer de nouvelles libertés et de nouvelles protections pour les entreprises et les actifs », au Conseil d'État et dévoile le texte dans la presse. Dans une interview publiée dans Les Échos, la ministre du Travail, Myriam El Khomri, annonce que l'objectif est d'« améliorer la compétitivité des entreprises, développer et préserver l'emploi, réduire la précarité du travail et améliorer les droits des salariés ».
Le lendemain, le 18 février 2016, des militants syndicaux lancent la pétition « Loi Travail : non, merci ! ». Selon les universitaires Franck Bousquet, Nikos Smyrnaios et Emmanuel Marty, les trois principaux initiateurs de l’appel sont Caroline de Haas, Elliot Lepers et Sophie Binet (CGT), rejoints rapidement par une vingtaine de militants associatifs et syndicaux et le fait que cette pétition  recueille le chiffre record de plus d'un million de signatures en seulement deux semaines (du 18 février au 2 mars) constitue selon eux « une exception notable » susceptible d'« éclairer sur les logiques de la mobilisation électronique » et un un « évènement politique » qui rompt avec les cadrages du « fonctionnement de la politique française ». Au total, elle recueillera 1,35 million de signatures.

### Mars 2016

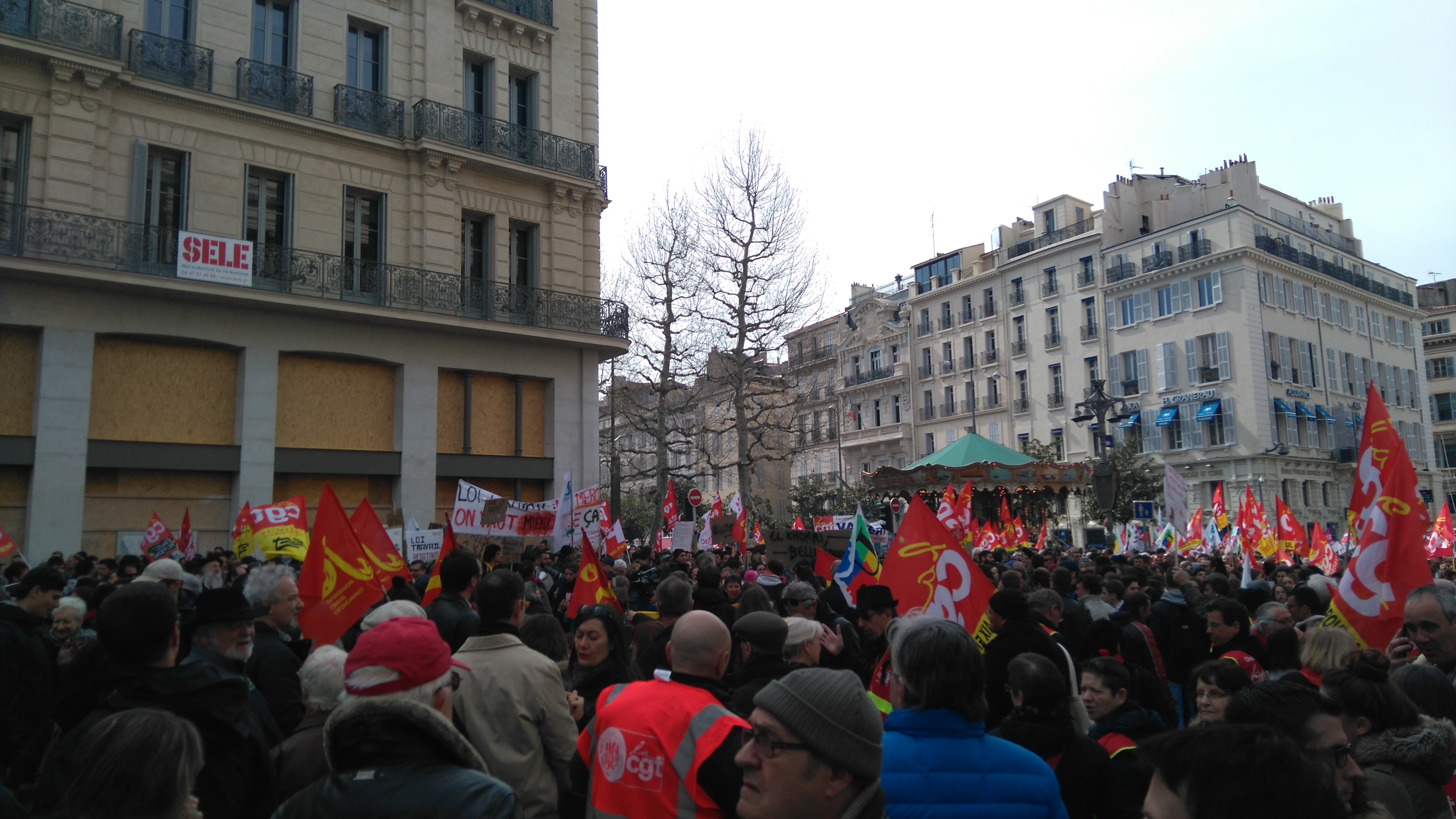
Manifestations à Marseille, le 9 mars 2016.

Selon un sondage effectué par Odoxa et publié par BFM TV, le 3 mars 2016, 67 % des personnes interrogées sont opposées au projet de loi. Le 9 mars 2016, les premières manifestations font leur apparition en France et rassemblent entre 224 000 et 500 000 personnes contre le projet de loi.
Des cortèges rassemblent par exemple 5 000 personnes à Marseille, 7 à 10 000 à Lyon, 6 000 à Lille, entre 10 et 20 000 à Toulouse, 5 000 à Grenoble, 3 000 au Havre, 4 500 à Rouen ou à Rennes avec une forte participation des lycéens. Le 12 mars 2016, cinq syndicats réformistes, la CFDT, la CFTC, la CFE-CGC, l'UNSA et la FAGE, appellent à la manifestation dans toute la France pour obtenir un rééquilibrage de la loi travail. Ils ne rassemblent cependant que quelques centaines de militants, contrastant avec la mobilisation massive pour le retrait de ce projet de loi quelques jours auparavant. Ces manifestations rassemblent par exemple 300 personnes à Rennes, quelques dizaines à Lille ou Bordeaux, une vingtaine à Marseille.
Le Conseil d'État émet son avis, rendu public à la demande du Gouvernement, le 17 mars 2016 qui valide l'ensemble du texte, y compris la disposition du texte relative au licenciement qui figure à l'article 11 du projet de loi.
Le 17 mars 2016, entre 69 000 et 150 000 personnes défilent contre le projet à l'appel d'organisations de jeunesse, syndicales ou politiques. À Paris, la préfecture de police donne le chiffre de 8 800 et 9 200 manifestants, 80 000 selon l'intersyndicale. Des cortèges rassemblant 3 000 personnes à Lyon, 2 700 à Rennes, 6 500 à Toulouse, 3 000 à Clermont-Ferrand, 2 200 à Bordeaux, 1 300 à Grenoble, 1 200 à Strasbourg, 2 000 à Tours, 1 000 à Perpignan selon les estimations de la police. Selon les organisateurs ou l'intersyndicale, les cortèges rassemblent par exemple 6 500 manifestants à Lyon, 2 600 à Lille, 10 000 à Toulouse, 5 000 à Grenoble[réf. nécessaire], 5 000 à Bordeaux ou encore 4 000 à Clermont-Ferrand. Le 24 mars 2016 les manifestations à l'appel des syndicats de lycéens et étudiants mobilisent plusieurs dizaines de milliers de jeunes et de travailleurs. On compte par exemple entre 2 900 et 8 000 manifestants au Havre, 550 à Grenoble, 6 à 8 000 à Nantes, 2 000 à Lille[réf. nécessaire] ou 6 000 à Toulouse[réf. nécessaire].

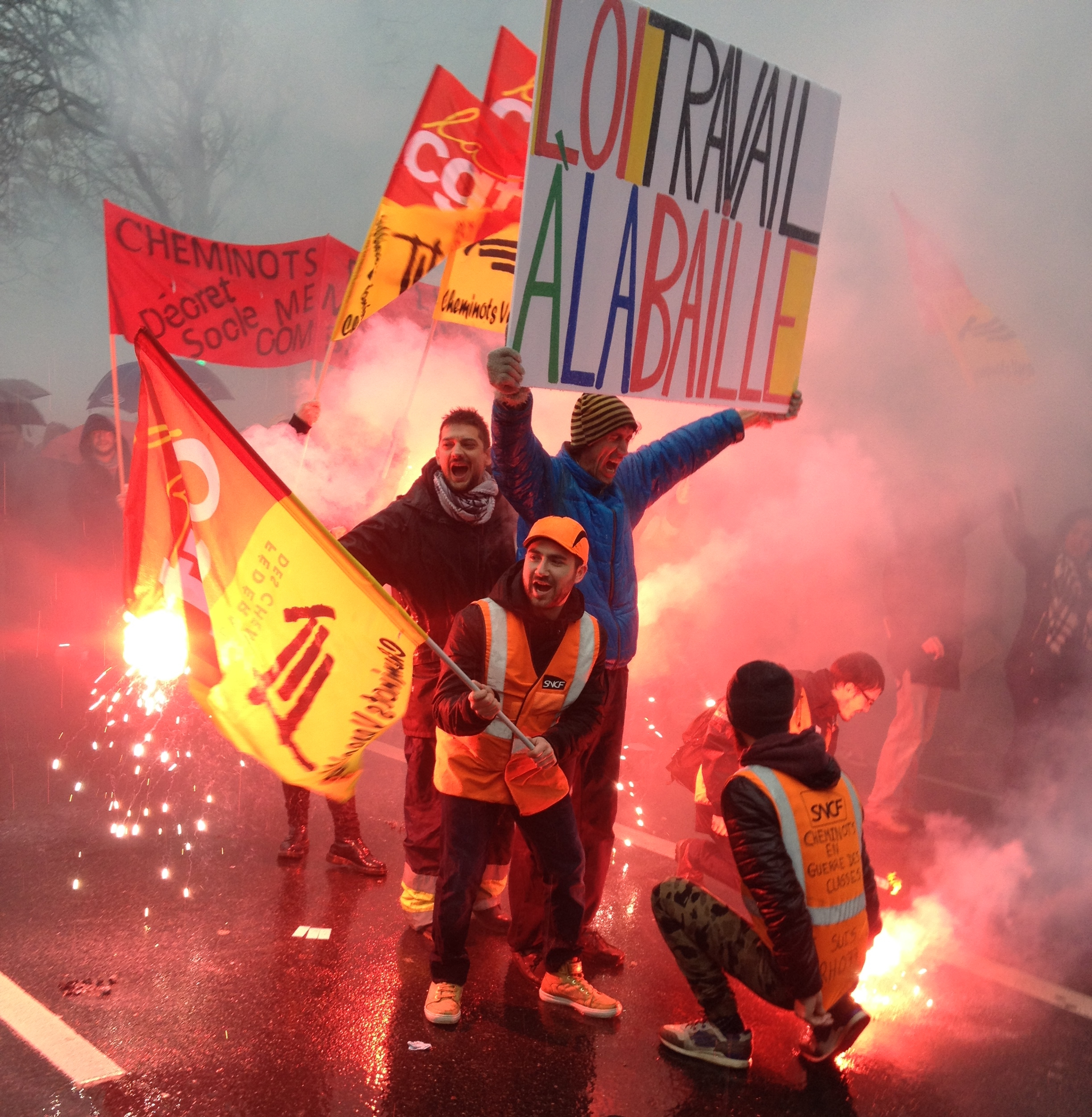
Des cheminots et Voltuan lors de la manifestation du 31 mars 2016 à Paris.

Une nouvelle manifestation est organisée à l'appel de certains syndicats de salariés et des organisations de jeunesse, le 31 mars 2016 qui rassemblent entre 390 000 et 1,2 million de personnes. C'est l'une des plus fortes mobilisations du printemps avec des cortèges rassemblant entre 26 et 160 000 manifestants à Paris,, 12 à 120 000 à Marseille, entre 12 et 30 000 à Lyon,,, 10 à 15 000 à Lille, entre 20 et 100 000 à Toulouse,, 12 à 30 000 à Nantes,, 7 000 à Grenoble,, 7 à 15 000 au Havre,, 6 000 à Rouen,6 500 à 10 000 à Rennes,, 7 à 10 000 à Caen, 5 000 à Clermont-Ferrand, 5 500 à Saint-Nazaire, 5 à 10 000 à Saint-Étienne, 12 000 à Montpellier.

### Avril 2016

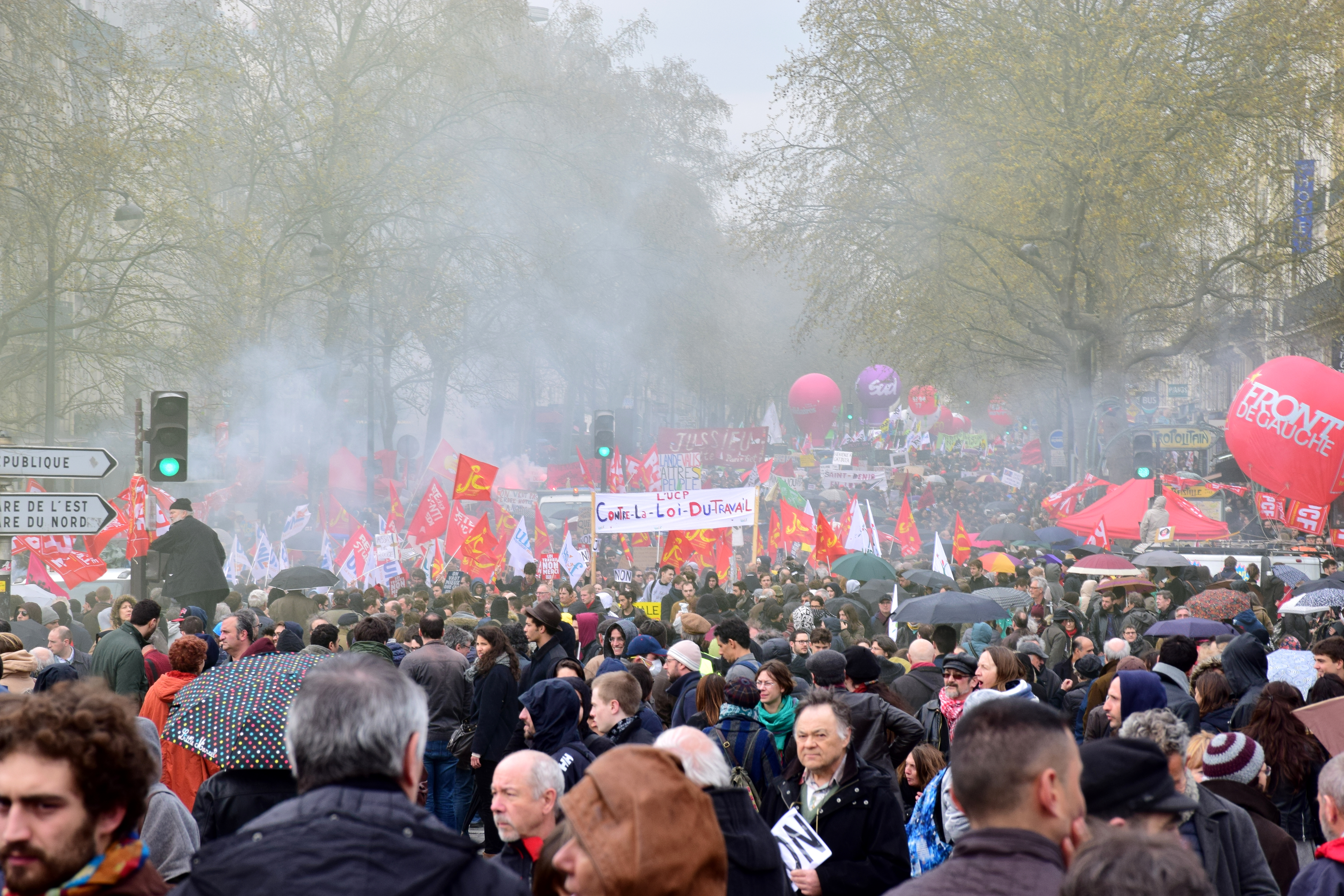
Manifestations à Paris le 9 avril 2016.

À la suite des manifestations du 31 mars, le mouvement « Nuit debout », présenté comme citoyen et pacifiste, occupe la place de la République à Paris. Le 8 avril, la « Commission du Campement » du mouvement local de Paris sur la place de la République montre sa volonté « d'assurer une présence permanente » et veut donc mettre en place un « espace de campement et de repos ». Le mouvement semblant vouloir se poursuivre les nuits suivantes à Paris, il commence à s'étendre à d'autres grandes villes françaises.
Le 5 avril, des étudiants et des membres de Nuit Debout Besançon mettent en place la première des opérations "péage gratuit" qui auront lieu au cours des manifestations. Ils ouvrent les barrières du péage d'École-Valentin afin de laisser passer gratuitement les automobilistes, un par un. Ils espèrent également récolter un peu d'argent pour financer leur lutte, mais les réactions des automobilistes sont contrastées. Selon l'un des participants, Louis Bardot, le choix de rendre les péages gratuits s'explique par : « Alors que les sociétés d'autoroute font des profits énormes, ça permet aussi aux gens de passer gratuitement et de reprendre l'argent là où il est. »
Le 8 avril, des étudiants de Tours mènent la deuxième opération péage gratuit. Cette fois, les réactions des automobilistes sont plus positives, quelques-uns leur donnant même une petite contribution financière. Le 9 avril, une nouvelle manifestation est organisée à Paris et rassemble selon les syndicats 110 000 personnes. À Lyon, on compte entre 4 400 et 15 000 manifestants, 1 500 à Lille, 8 à 20 000 à Toulouse, 2 600 à 15 000 à Nantes, 3 000 à Grenoble, 5 000 au Havre[réf. nécessaire], 1 700 à 3 000 à Rennes, 5 à 10 000 à Bordeaux, 1 000 à 5 000 à Caen ou encore 5 000 à Montpellier[réf. nécessaire]. À Rennes, des échauffourées surviennent à la mi-journée. Un défilé, rassemblant environ 1 700 personnes selon la préfecture, finit par évoluer sporadiquement vers des heurts avec les forces de l'ordre, prises à partie par des éléments extrêmement violents selon la préfecture locale.
Le 28 avril, une nouvelle journée nationale de manifestations voit plus de deux cents cortèges, comptant entre 170 000 (selon l'estimation de la préfecture de police) et 500 000 manifestants (selon les syndicats organisateurs), malgré l'impact des vacances scolaires. La mobilisation, par rapport aux précédentes, connait donc une certaine baisse du nombre de manifestants à Paris. Entre 14 000 et 15 000 personnes sont comptabilisées la préfecture de police et 60 000 selon la principale organisation syndicale.
Le même jour à Dijon, peu avant 9 h du matin, une vingtaine de manifestants de Nuit debout Dijon investissent le siège du conseil régional de Bourgogne-Franche-Comté afin de protester contre le projet de loi El Khomri. Ils demandent à prendre la parole. La présidente de région, Marie-Guite Dufay, refuse et suspend la séance une vingtaine de minutes, le temps que la police fasse évacuer calmement les manifestants, malgré des tensions entre les conseillers régionaux FN et les militants de Nuit debout.

### Mai 2016
Le 1er mai 2016 voit une faible mobilisation dans la rue avec 84 000 manifestants. Le cortège parisien rassemble entre 16 000 et 70 000 manifestants. Les autres défilés comptent entre quelques centaines et 3 000 manifestants à Marseille, 2 000 à Lyon, entre 1 800 et 12 000 à Toulouse, de 1900 à 5 000 à Nantes et à Grenoble[réf. nécessaire], entre 2 et 4 000 à Bordeaux, 2 000 à Rennes.

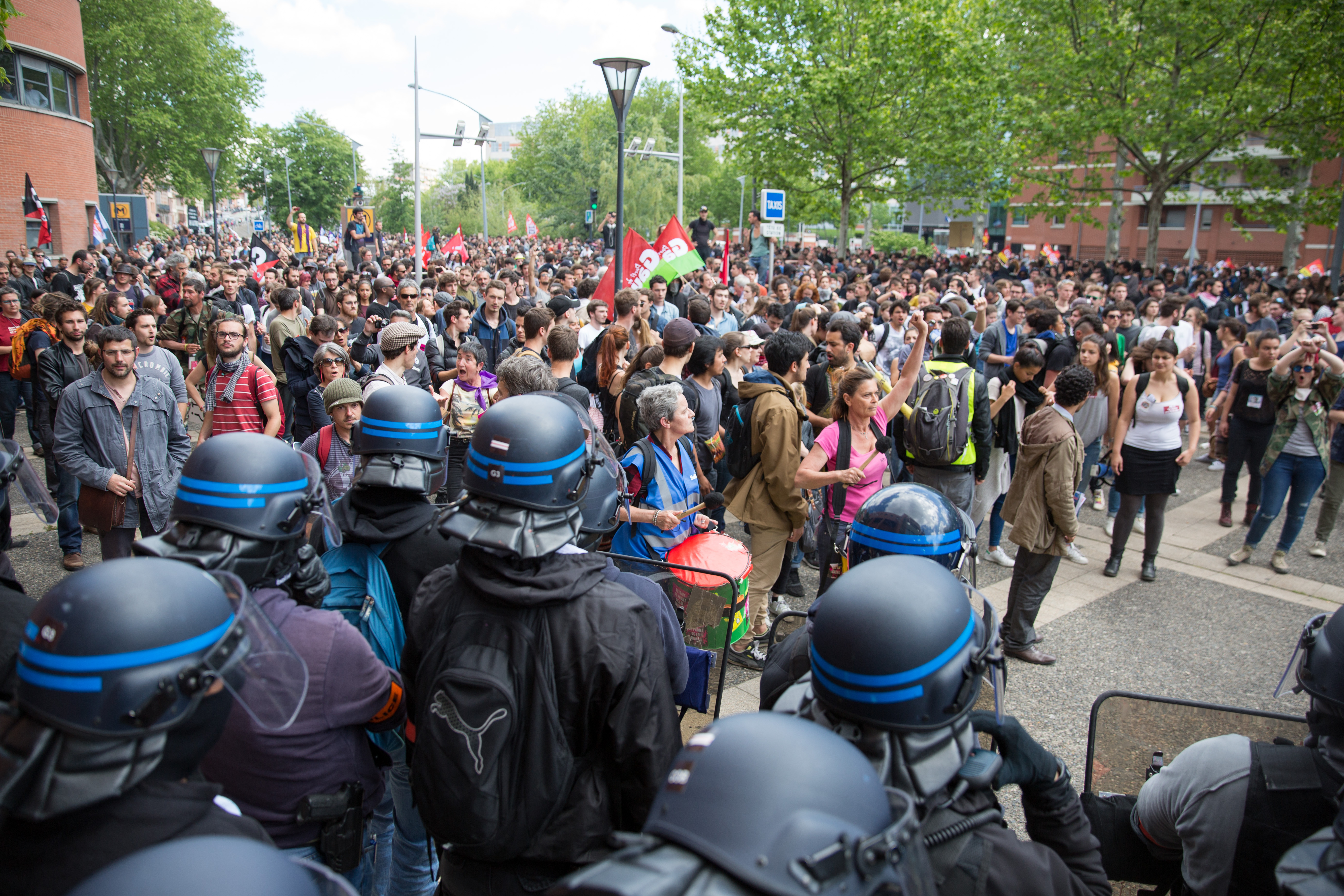
Manifestations à Toulouse, le 12 mai 2016.

Le 10 mai, Manuel Valls décide de recourir à l'article 49 alinéa 3 de la Constitution qui permet de faire adopter le texte sans vote. Dans l'après-midi, plusieurs centaines de manifestants viennent occuper le pont de la Concorde, face au palais Bourbon, siège de l'Assemblée nationale. Dans plusieurs villes — notamment Lyon, Toulouse, Montpellier, Grenoble et Nantes — des manifestations spontanées se mettent en place. Dans d'autres villes, comme à Chalon-sur-Saône, où les rassemblements de Nuit debout ne sont pas forcément quotidiens, des « Nuits debout exceptionnelles » se prévoient pour le soir même. À Paris, Toulouse et Grenoble se produisent des heurts entre les manifestants et la police. L'opposition parlementaire de droite, représentée par Les Républicains et l'UDI, dépose une motion de censure. Les frondeurs socialistes, également opposés à ce projet de loi, tentent de déposer leur propre motion avec le Front de gauche et des députés écologistes, mais ces parlementaires ne parviennent à recueillir que 56 signatures sur les 58 requises.
Le 12 mai, plus de 10 000 personnes, selon le gouvernement, manifestent dans les rues de Paris, alors que les députés sont en train de débattre sur la motion de censure déposée par l'opposition de droite. De nouveaux incidents violents organisés par des éléments incontrôlés éclatent à la fin du cortège. Des manifestations ont également lieu dans les autres grandes villes. On compte par exemple entre 3 et 12 000 manifestants à Toulouse, et 1 000 à 4 000 à Grenoble.
Le choix du recours à l'article 49 alinéa 3 de la Constitution est considéré par les opposants au projet de loi comme « un oukase constitutionnel, un aveu de faiblesse de la part du Premier ministre qui n’a plus de majorité à l’Assemblée » (Jean-Claude Mailly, FO), « un scandale », un « passage en force », un « déni de démocratie ». André Chassaigne, président PCF du groupe GDR, qualifie le procédé de « triple coup de force » contre « le monde du travail », contre « nos compatriotes » et contre « la représentation nationale privée de son rôle de législateur ».
Ils ont d'ailleurs souligné que ces mêmes mots avaient été employés par François Hollande en 2006 lorsque le gouvernement Villepin l'avait employé au sujet du CPE : « Le 49-3 est une brutalité, le 49-3 est un déni de démocratie. » François Hollande s'était alors exprimé en faveur de la suppression de cet article de la Constitution, ce que Manuel Valls a également fait en 2008. Son utilisation a d'ailleurs relancé le débat sur son abrogation.
La semaine du 16 au 22 mai voit plusieurs manifestations se dérouler. Les opposants défilent les 17 et 19 mai à l'appel de l'intersyndicale : si les manifestations sont moins importantes le 17, elles prennent de l'ampleur le 19 avec entre 128 000 et 400 000 personnes. Le 17 mai, les cortèges rassemblent ainsi entre 68 et 220 000 manifestants : de 11 à 55 000 manifestants à Paris, 6 200 à 82 000 à Marseille, 1 900 à 7 000 à Lyon, 5 000 à Lille[réf. nécessaire], 2 300 à 8 000 à Toulouse, 3 500 à 10 000 à Nantes, 1 700 à 7 000 à Grenoble, 2 000 à Bordeaux et à Saint-Étienne[réf. nécessaire]. Le 19 mai, on compte 128 à 200 000 manifestants sur toute la France : 13 à 100 000 manifestants à Paris, 3 500 à 90 000 à Marseille, 3 à 9 000 à Lyon, 2 000 à Lille, 4 à 16 000 à Toulouse, entre 800 et 1 000 à Nantes où la préfecture fait interdire la manifestation, 1900 à 5 000 à Grenoble, 4 500 à 10 000 au Havre, 2 900 à 8 000 à Rouen, 1 600 à Clermont-Ferrand, 6 à 10 000 à Saint-Nazaire ou encore 1 500 à Saint-Étienne et 1 800 à Montpellier.
Cette journée marque aussi le début d'un mouvement de grève, notamment des routiers, cheminots, salariés de raffineries, des aéroports et des ports. Parallèlement, le 18 mai, alors que le rôle et l'utilisation des forces de l'ordre ont été critiqués en raison des nombreuses violences policières qui ont émaillé les manifestations, des policiers se rassemblent « contre la haine anti-flic ».
Le 21 mai, le gouvernement assure les routiers que le projet de loi ne modifiera pas leur régime spécifique d'heures supplémentaires.
Le 23 mai, le blocage de raffineries et de dépôts de pétrole, combiné à l'anticipation d'une pénurie d'essence par les automobilistes, entraîne une rupture partielle ou totale de la distribution de carburant dans plusieurs stations-service. Le gouvernement fait intervenir des CRS le lendemain pour débloquer la raffinerie et le dépôt pétrolier de Fos-sur-Mer. La CGT dénonce l'utilisation d'un canon à eau, de gaz lacrymogènes, de tirs de flash-ball et de charge massive de « centaines de CRS »pour tenter de déloger les grévistes. Le syndicat dénonce plusieurs blessés parmi les grévistes et maintient le blocage du site.
Malgré les interventions de la police et de la gendarmerie, l'ensemble des huit raffineries de France métropolitaine sont perturbées par des grèves le 24 mai et près de 2 200 stations-service (environ 20 % du total) sont en manque de carburant ou en rupture. Le 24 mai, une opération péage gratuit, menée par une douzaine de membres de Force ouvrière, a lieu aux péages de l'A28 à Courbépine et à celui de l'A13 à Heudebouville, dans l'Eure. Les syndicalistes laissent les barrières de péages ouvertes afin que les automobilistes puissent les franchir sans avoir à payer, et leur distribuent des tracts. Le 26 mai, l'intersyndicale appelle à une « journée nationale de grève, manifestations et actions ». Les mouvements de grève se durcissent sur tout le territoire national. Selon les syndicats, le cortège de la manifestation à Paris rassemble près de 100 000 personnes, entre 18 et 19 000 selon la préfecture. Dans toute la France, les syndicats ont dénombré 500 000 manifestants, contre 153 000 pour la police. Les défilés rassemblent 1 000 à 75 000 manifestants[réf. nécessaire] à Marseille (et de nombreux autres rassemblements sur les points de blocage des raffineries, entreprises et routes), 3 à 12 000[réf. nécessaire] à Lyon, 2 100 à 10 000 à Lille, 6 à 20 000 à Toulouse, 10 000 à Grenoble[réf. nécessaire], 7 400 à 30 000 au Havre, 3 300 à 20 000 à Rouen, 3 500 à 8 000 à Rennes, 3 à 13 000 à Bordeaux, 2 à 7 000 à Caen ou encore 2 à 4 000[réf. nécessaire] à Montpellier. La pénurie de carburant atteint jusqu'à un tiers des stations en rupture totale ou partielle d'approvisionnement le 26 mai. La grève dans le secteur de l'énergie conduit à une réduction de la production d’électricité des centrales nucléaires.

### Juin 2016

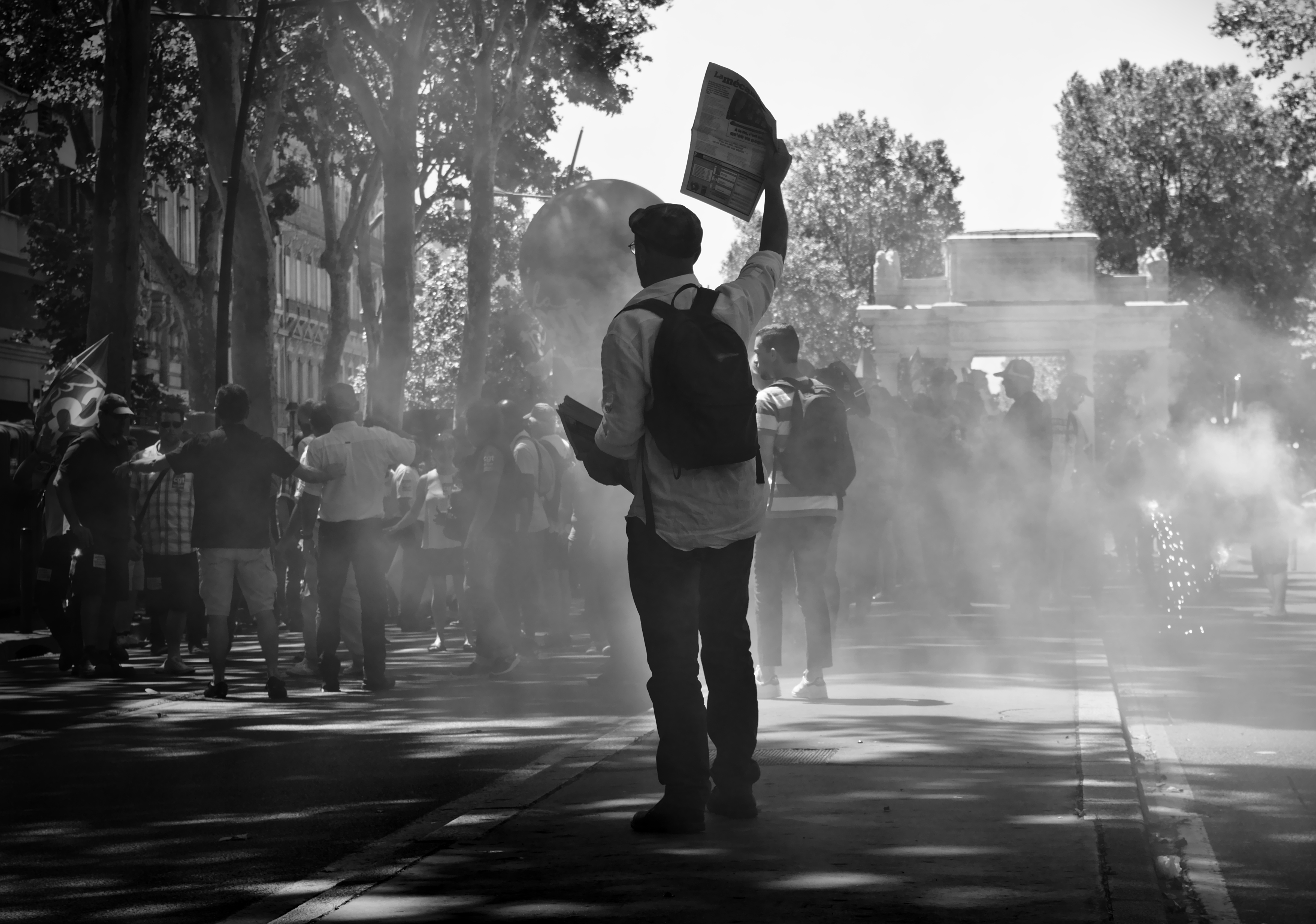
Manifestation contre la loi travail à Toulouse, le 23 juin 2016.

Le 2 juin, afin de protester contre la loi El Khomri, Sud-rail organise une opération péage gratuit au péage de l'A2 qui dessert Hordain et Thun-l'Évêque, dans le Nord. Également, d'autres opposants à la loi travail mènent une action péage gratuit et un barrage filtrant sur le pont de l'île de Ré. Toujours le 2 juin, une centaine d'opposants mènent aussi une autre opération à Bénesse-Maremne, dans les Landes. Le même jour, Nuit Debout Toulouse organise une opération péage gratuit au sud de la ville et des blocages au nord, afin de manifester contre la Loi Travail et aussi contre l'entreprise de gestion d'autoroutes Vinci. Le 3 juin, une partie des raffineries ont cessé la grève, et le nombre de stations en pénurie totale ou partielle d'essence est redescendu à un quart. Les maires des communes à proximité des raffineries dénoncent les dérogations aux mesures de sécurité pour faire fonctionner les installations pétrolières et les syndicats dénoncent l'utilisation des stocks stratégiques militaires.
Le 6 juin, François Hollande déclare « Il faut savoir cesser une grève », fort probablement en référence à la phrase prononcée lors de la grève générale de mai-juin 1936 par Maurice Thorez, secrétaire général du Parti communiste français. De nombreux militants syndicaux et internautes des réseaux sociaux font toutefois remarquer que la phrase complète du leader communiste se poursuit par « dès que satisfaction a été obtenue », ce qui n'est pas le cas à leurs yeux étant donné que la loi El Khomri n'est pas retirée. Le 8 juin, dans l'Aube des militants de la CGT bâchent des radars de l'agglomération troyenne, puis mènent une opération escargot jusqu'au péage de Saint-Thibault, où ils font alors une opération péage gratuit de deux heures. Le 9 juin, un sondage IFOP indique que 59 % des Français soutiennent le mouvement social contre le projet de loi.
Le 12 juin, le syndicat de cadres CFE-CGC confirme qu'il est opposé à la loi El Khomri, durcit sa position à l'issue de son congrès[réf. nécessaire] et menace de rejoindre le mouvement de contestation si l'article 2 du projet de loi sur l'inversion de la hiérarchie des normes et si l'article sur la limitation de la majoration des heures supplémentaires ne sont pas rediscutés d'ici le 23 juin. Toutefois, la CFE-CGC ne prévoit pas de participer aux manifestations du 14 juin. Le 12 juin, la CGT mène une opération péage surprise à Buchelay, dans les Yvelines. La plupart des conducteurs passent gratuitement. Mais quelques automobilistes opposants à la Loi Travail donnent un peu d'argent pour aider les grévistes.

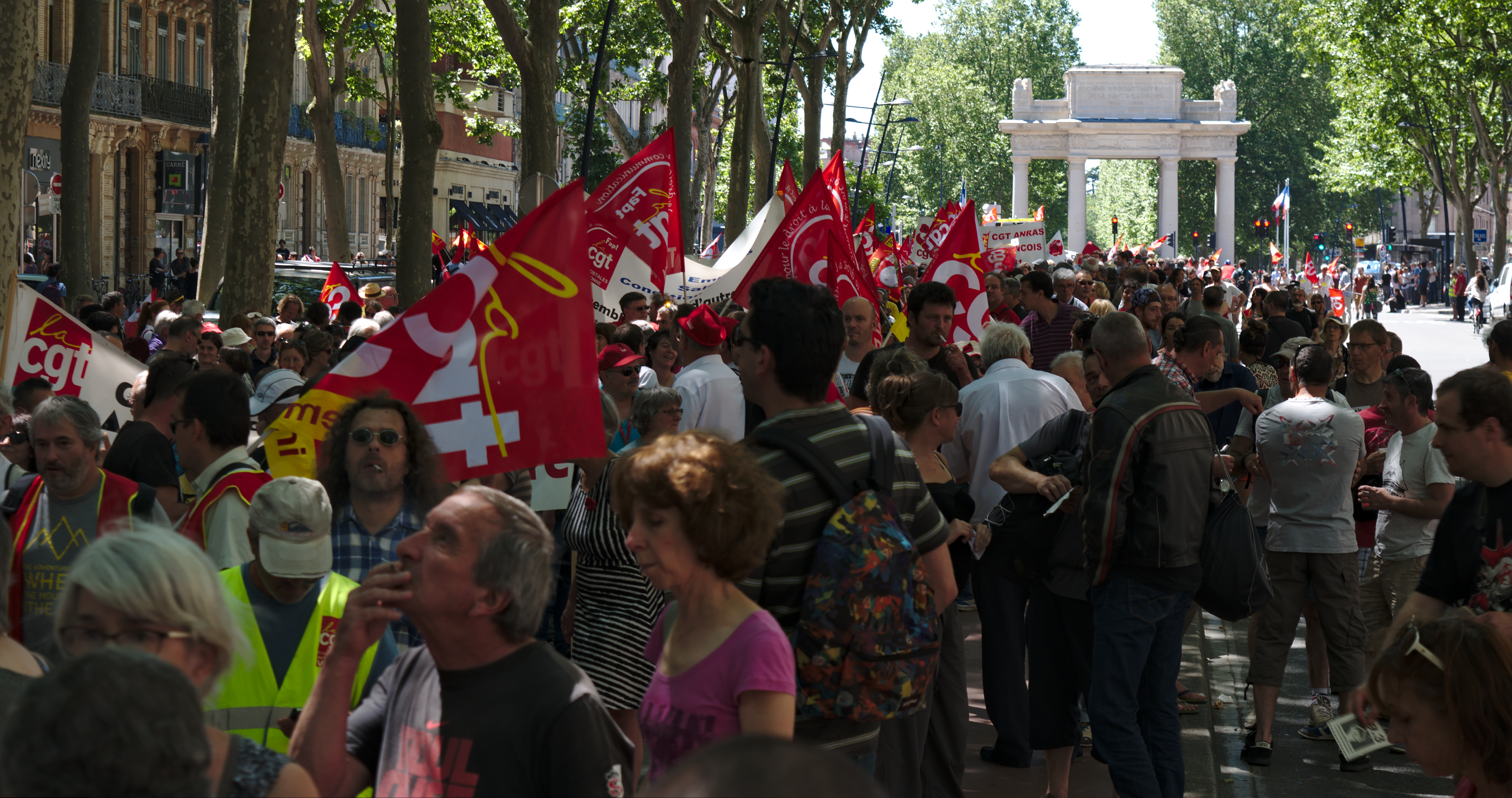
Manifestation contre la loi travail à Toulouse, le 23 juin 2016.

Le 14 juin l'intersyndicale réussit une très forte manifestation nationale à Paris. Dans les médias, la guerre des chiffres bat son plein, le gouvernement choisissant de communiquer sur un faible nombre de manifestants puis sur les violences en marge du cortège. Selon la police, 125 000 personnes auraient manifesté dans toute la France (c'est-à-dire moins que les 400 000 manifestants du 31 mars, toujours selon elle), alors que le syndicat Force ouvrière avance que 1 300 000 personnes auraient manifesté (c'est-à-dire plus que les 1 200 000 manifestants du 31 mars selon les syndicats),. À Paris, la police communique le chiffre de 75 000 à 80 000 manifestants selon la police et plus de 1 million selon les syndicats. Dans les villes de province, de grands écarts de compte apparaissent, qui culminent à Marseille où la police dénombre 5 000 manifestants alors que la CGT en compte 140 000. On peut toutefois affirmer que des manifestations ont lieu dans 53 villes différentes (dont une en Outre-Mer, à Saint-Denis, sur l'île de La Réunion). Les cortèges rassemblent par exemple de 3 800 à 10 000 manifestants à Lyon, 6 à 30 000 à Toulouse, 5 000 à Nantes[réf. nécessaire], 1 800 à 5 000 à Grenoble, 1 900 à 5 000 à Rennes, 150 à 500 à Bordeaux, plusieurs centaines à Montpellier. De plus, une opération péage gratuit et un barrage filtrant sont orchestrés par une centaine de manifestants au péage de Saugnacq-et-Muret, dans les Landes. En marge de la manifestation de Paris se produisent de violents affrontements avec la police, à la suite desquels 29 policiers, et plusieurs dizaines de manifestants (11 selon la préfecture,, « des centaines » selon les street medics lire ci-dessous) auraient été blessés, et 58 individus interpellés (73 interpellations dans toute la France), et durant lesquels des « centaines de casseurs » mettent le feu notamment à une voiture de la RATP et à deux autolibs ;  les policiers utilisent des canons à eau contre les manifestants. Durant la manifestation, alors que la tête du cortège est stoppée par la police devant l’hôpital Necker où sont regroupées d'importantes force de police, un homme isolé essaye de casser des vitres de la façade vitrée de hôpital Necker-Enfants malades sans aucune intervention de la police,,. La dégradation de cet hôpital suscite des réactions indignées dans les réseaux sociaux comme parmi la classe politique, qui, selon Libération, en exagère la nature. Il s'agirait néanmoins, selon certains manifestants présents sur place, de « dommages collatéraux » des affrontements et non d'une volonté d'un groupe d'attaquer l'hôpital, bien qu'un journaliste du Monde ait effectivement filmé un homme donnant un coup de marteau sur les vitres,. Il est également fait remarquer qu'un des manifestants présents sur place avait tenté d'empêché la destruction des vitrines. L'hôpital annonce porter plainte contre ces dégradations causées par une "attaque inadmissible",,. La passivité des forces de l'ordre durant cet évènement, pose questions et le syndicat de policiers Alliance s’interroge sur les consignes reçues face aux casseurs,.
Le lendemain, Manuel Valls laisse entendre que bien que la loi interdise de prononcer une interdiction générale, l'exécutif pourrait interdire les manifestations au cas par cas,. Le personnel de l'hôpital Necker, et un parent d'enfants soignés à Necker, accusent alors Manuel Valls et Bernard Cazeneuve, de « récupération politique », ; ainsi que d'avoir brisé le secret médical en révélant la présence de l'orphelin laissé par le double assassinat de Magnanville dans les locaux au moment des faits, afin de donner plus de poids à la récupération dénoncée. De plus, selon ce parent d’enfant, il est très malvenu de dénoncer le bris d'une quinzaine de vitrines, alors que les conditions de travail du personnel hospitalier sont « effarantes », et que le personnel se plaint des réductions d'effectifs qui augmentent leur charge de travail et diminuent la qualité des soins.
Le 16 juin, un sondage Tilder/LCI/OpinionWay indique que 64 % des Français sont favorables au retrait du projet de loi. Pour le soir du 17 juin, des manifestations "Casseroles debout" - inspirées par les Cacerolazos d'Argentine et les "Concerts de Casseroles" du Québec - sont prévues en face des mairies de plus de 350 villes de France. Finalement, environ 400 manifestations ont lieu, puisque des "Casseroles debout" spontanées se produisent dans certaines villes et villages où elles n'étaient pas prévues, comme Auxerre. Le 18 juin, une enquête IFOP indique que 60 % des Français soutiennent le mouvement social contre la loi El Khomri, ce qui est une très légère augmentation par rapport au début du mois (59 %).
Après avoir été successivement rejetée sur un grand parcours, autorisée comme rassemblement statique, interdite (ce qui provoqua un grand tollé), une manifestation anti Loi Travail est finalement autorisée à Paris le 23 juin. L'itinéraire autorisé est court, la manifestation partit de la place de la Bastille, fit le tour du bassin de l'Arsenal, et revint place de la Bastille, en un peu plus de deux heures. La police a recensé 20 000 manifestants à Paris alors que le syndicat Force ouvrière en compte 60 000. Cette fois, aucun débordement n'a eu lieu. Des membres de la CGT ont même déposé des fleurs sur un camion de CRS en signe de fraternisation. 113 personnes ont toutefois été interpellées. Au niveau de la France entière, entre 70 000 (selon la police) et 200 000 personnes (selon les syndicats) ont défilé, réparties dans 120 cortèges. Le soir, à Belleville, une centaine de casseurs cagoulés viennent briser les vitres du siège de la CFDT - pour la renégociation du projet de loi plutôt que pour son retrait - et taguent avec de la peinture rouge C'est fini de trahir. Neuf d'entre-eux sont arrêtés par la police. L'action est condamnée aussi bien par les pro- que les anti-loi travail. Dans la nuit du 24 au 25 juin, c'est au tour du siège de la CGT - pour le retrait du projet de loi - à Montreuil d'être vandalisé. Au moins deux individus cagoulés brisent de nombreuses vitres et une porte à coups de marteau, avant de s'enfuir lorsque les alarmes du bâtiment se déclenchent. Là encore, les dégradations sont condamnées par les anti- et pro-loi El Khomri.
Le 28 juin, de nouvelles manifestations ont lieu. Entre 64 000 (selon la police) et 200 000 manifestants (selon la CGT) ont défilé en France, dont entre 15 000  et   55 000 à Paris. La manifestation du 28 juin à Paris est à nouveau caractérisée par des barrages policiers systématiques et des fouilles des manifestants conduisant à interdire l'accès aux cortèges à de nombreux manifestant,. Même si cela permet d'éviter qu'il y ait des incidents majeurs à Paris, les syndicats accusent les barrages d'avoir fait baisser le nombre potentiel de manifestants, et d'être une entrave à la liberté de manifester et d'être une tentative d'intimidation. D'autant plus qu'un groupe de sympathisants et de membres de Nuit Debout situés à la Bourse du travail ont été interdits de rejoindre le cortège. 81 personnes ont été interpellées sur toute la France, dont 38 à Paris.
Le matin avant les manifestations, plus d'une centaine de militants de la CGT-Oise avaient organisé une opération péage gratuit à Chamant, et reçoivent des réactions assez favorables de la part des automobilistes. L'opération cesse durant l'après-midi afin d'aller manifester dans le cortège de Beauvais (150 participants). Des journalistes - comme Natacha Polony - dénoncent les atteintes policières à la liberté de la presse. Ainsi à Toulouse, un journaliste indépendant est matraqué violemment car il s'était trop rapproché d'une interpellation. L'appareil photo d'un autre journaliste est détruit, après qu'il a essayé de photographier la scène de violence. Deux autres journalistes sont également menacés par des policiers.
À Lille, un rassemblement de 450 personnes devant le commissariat central demande la libération des 8 interpellés - dont un enfant - de cette ville. Parallèlement aux manifestations, dans l'Allier, la CGT coupe le courant électrique dans l'agglomération moulinoise afin de protester « contre la loi El Khomri et la privatisation d’une partie des activités d’EDF ». Toujours le 28 juin, à 18 h, une version modifiée du projet de loi revenant sur les 35 heures est votée au Sénat. La nuit du 30 juin, à 2h du matin, le siège de la CFDT-Gironde, à Bordeaux, est endommagé par un incendie criminel : les poubelles, un escalier à l'extérieur, deux portes-fenêtres, et un bureau à l'intérieur ont brûlé. Les incendiaires laissent un tag Incendie, Part 1, laissant penser qu'ils sont prêts à recommencer.

Le 29 juin, une mission civile réunissant des journalistes de Reporterre, des députés, et des représentants des organisations de défense des Droits de l'Homme, de la police, des syndicats et de la Société civile, publie un rapport de 83 pages sur les violences policières. Le 30 juin, le directeur du MEDEF Pierre Gattaz, principale organisation jusque-là favorable au projet de loi, déclare au Figaro, à propos de la quatrième version du projet :
"La loi travail: énorme déception" [...][C'est un] "monument de complexité, absolument illisible pour les TPE PME". [...]Plus personne n'y comprend rien sur le terrain et c'est une loi qui ne servira strictement à rien pour l'emploi, j'en suis désolé je l'ai dit au Premier ministre"
Le même jour, les syndicats CGT, FO, FSU, Solidaires, Unef, UNL et Fidl appellent à "poursuivre la mobilisation, sur des formes à déterminer localement, durant le débat parlementaire, notamment le 5 juillet", dans un communiqué commun à l'issue d'une intersyndicale. En d'autres termes, ils entendent continuer la protestation durant le mois de juillet, mais envisagent d'utiliser d'autres formes d'action que les manifestations.

### Juillet 2016
Dans son rapport fin de fin juin, diffusé dans la presse française les 1 et 2 juillet, le Comité des Droits économiques, sociaux et culturel de l'ONU (CESCR selon son acronyme anglophone officiel) mentionne la Loi Travail et se dit « préoccupé par les dérogations à des protections acquises en matière de conditions de travail proposées dans le projet de loi travail, y compris pour accroître la flexibilité du marché du travail, sans qu'il ne soit démontré que l'État a considéré toutes les autres solutions possibles ». Le CESCR  incite l'État « à s'assurer que les dispositifs proposés pour accroître la flexibilité du marché du travail n'ont pas pour effet la précarisation du travail et la diminution de la protection sociale du travailleur. » Il « constate aussi avec inquiétude que l'espace démocratique de négociation des conventions collectives s'amenuise. » Il invite également « à assurer l'effectivité de la négociation collective et du droit de bénéficier d'une représentation syndicale conformément aux normes internationales afin de protéger les droits des travailleurs en matière de conditions de travail et le droit à la sécurité sociale,. »
Le 2 juillet, une cinquantaine de personnes des syndicats FO, CGT, Sud, Confédération paysanne et des militants de Nuit debout profitent des départs en vacances pour mener une opération péage gratuit à Gerzat, dans le Puy-de-Dôme. La dernière manifestation avant la pause estivale se déroule le 5 juillet. Selon les autorités, elle rassemble 30 000 manifestants en France dont 7500 à Paris ; selon les syndicats, 100 000 en France dont 45 000 à Paris. De nouveau, un dispositif de filtrage policier est déployé, qui arrête tous les individus casqués voulant rejoindre la manifestation. Aucun incident sérieux n'est à déplorer, malgré 7 interpellations à Paris. À Avignon et à Dijon, en plus des manifestations, les syndicats mènent des opérations péage gratuit. Des syndicalistes de la CGT et de Sud se rendent également sur le Pont du Gard pour y déployer des banderoles.
Alors que la manifestation du 5 juillet est en cours et que les débats parlementaires viennent de commencer, Manuel Valls coupe les débats et annonce utiliser de nouveau l'article 49 alinéa 3 de la Constitution pour imposer le projet de loi,. La seule motion de censure ne parvient pas à rassembler suffisamment de signatures pour être déposée. Le 9 juillet, des militants de la CGT font une action péage gratuit au nord de Toulouse.
Le 11 juillet, à Fresnes-lès-Montauban, dans le Pas-de-Calais, les syndicalistes de SUD et de la CGT opposés à la Loi Travail mènent une opération péage gratuit tandis que des syndicalistes de FO y organisent un barrage filtrant. Le 12 juillet, les députés de gauche opposés au projet de loi - socialistes frondeurs, écologistes, Front de Gauche - annoncent qu'ils vont tenter de saisir le Conseil constitutionnel afin de faire invalider le texte. Également le 12 juillet, une centaine de manifestants contre le projet de loi essayent de perturber un meeting politique du ministre de l'économie Emmanuel Macron qui avait lieu dans le cinquième arrondissement de Paris. Toujours le 12 juillet, une dizaine de membres de la CGT mènent une action péage gratuit à Saint-Gibrien, dans la Marne.
Le 13 juillet, à Gannat, dans l'Allier, des opposants à la Loi El Khomri mettent en place une opération péage gratuit. C'est-à-dire qu'ils laissent ouverts la barrière de péage, afin de permettre aux automobilistes et vacanciers d'utiliser l'autoroute gratuitement, en échange d'un peu d'attention pour leur mobilisation. Le 19 juillet, un sondage Odoxa indique que 71 % des Français restent opposés à la Loi Travail, dont 55 % qui estiment que les syndicats ont raison de continuer leur mobilisation. Le même jour, l'Observatoire de la laïcité et la Commission nationale consultative des droits de l'homme demandent le retrait de l'article 1er bis A du projet de loi, portant sur l'élargissement de la neutralité convictionnelle aux entreprises privées. Les deux institutions estiment que cet article entre « en contradiction avec la Constitution, la Convention européenne des droits de l'homme et le droit communautaire » à cause de l'ambiguïté de sa formulation. Le 19 juillet également, la section départementale de la CFDT-Indre annonce qu'elle ne participera pas aux manifestations prévues à l'échelle nationale en septembre.
Le 20 juillet, l'article 49-3 de la Constitution est utilisé une dernière fois face à une Assemblée Nationale presque vide,. Aucune mention de censure n'étant déposée, la Loi El Khomri est considérée comme étant définitivement adoptée le 21 juillet. À la suite de l'arrêt estival des manifestations conventionnelles contre la Loi Travail, et à une vague d'attentats en France et en Allemagne (dont l'Attentat du 14 juillet 2016 à Nice au bilan lourd) presque tous revendiqués par Daech (sauf la fusillade du 22 juillet 2016 à Munich commise par un individu raciste), l'attention médiatique autour de la contestation baisse au cours du mois de juillet. Le journal Libération note ainsi une l'"indifférence" autour de l'adoption définitive de cette loi. Le jour même, des députés LR et UDI déposent une saisine auprès du Conseil constitutionnel. Ils estiment que l'article 27 de la loi viole « le principe de libre administration des collectivités territoriales », car il peut faire peser une partie des indemnisations de licenciement à une collectivité locale si elle demande à un syndicat de quitter un local occupé depuis au moins 5 ans. Et ils estiment que l'article 64 n'est pas applicable, et qu'il viole la liberté d'entreprendre des franchisés,. Le lendemain, 61 députés socialistes frondeurs déposent à leur tour une saisine au Conseil Constitutionnel. Ils estiment que le Conseil des Ministres n'a été consulté qu'une seule fois (le 10 mai), ce qui serait trop peu quand l'article 49-3 de la Constitution a été utilisé 3 fois. Et ils estiment également que le droit d'amendement des députés n'a pas été respecté après la première consultation du Sénat,.
Le 23 juillet 2016, l’intersyndicale du Doubs (CGT, FO, FSU, Solidaires) et le "Comité de mobilisation de l'Université de Franche-Comté" ont mené une opération péage gratuit à la sortie d’autoroute d’École-Valentin contre la loi Travail. Selon leur communiqué suivant cette action, ils ont été soutenus "généralement à coups de klaxon, par les centaines d'automobilistes de passage". Le 28 juillet, à Tours, un "concert de klaxons" est organisé par une dizaine d'opposants à la Loi Travail sur le Pont Mirabeau et obtient le soutien de plusieurs automobilistes passant par le pont (sans pour autant qu'on ne puisse connaître leur nombre exact). Le 30 juillet, la CGT organise une action péage gratuit à Bulgnéville, dans les Vosges.

### Août 2016
Le mois d'août ne connaît aucune mobilisation d'ampleur nationale. Ni aucune action notable avant le 27 août. Le Conseil Constitutionnel autorise la publication de la loi le 4 août ; à l'exception de cinq mesures secondaires censurées. La Loi El Khomri est promulguée et publiée au Journal officiel le 8 août, sous le nom de « loi du 8 août 2016 relative au travail, à la modernisation du dialogue social et à la sécurisation des parcours professionnels »,. La Ministre du Travail, Myriam El Khomri, annonce que la plupart des décrets d'application devraient être publiés d'ici octobre, et que la totalité des décrets devraient avoir été publiés à la fin de l'année.
Le 27 août, une vingtaine de syndicalistes mènent une action péage gratuit à École-Valentin, et la CGT en fait également une sur le Pont de Normandie, profitant du retour des vacances. L'après-midi du 27 août également, le collectif «A l'abordage» réunit une centaine de manifestants devant le miroir d'eau de Nantes pour débattre des sujets «Faut-il un gouvernement?» et «La Loi Travail». Puis le soir, il organise une marche funèbre symbolique avec un faux cercueil et un faux prêtre afin «d'enterrer le Parti Socialiste», sous la surveillance de CRS. Les choses tournent mal au niveau de la place du Pilori, et des affrontements entre un groupe de casseurs et les policiers surviennent ; affrontements qui endommagent les vitrines des Galeries Lafayette et des distributeurs de billets situées là.
Le 28 août, « À l'abordage » réunit de nouveau les groupes de réflexion au miroir d'eau, pour discuter de la déchéance de nationalité et des mesures jugées antisociales du gouvernement, spécialement de la Loi Travail. Cette fois, les débats se passent avec un esprit convivial et sans heurts. Le 29 août, au Hall Comminges, à Colomiers dans l'agglomération toulousaine, Manuel Valls organise un meeting des socialistes dits hollandais - ceux qui sont fidèles à François Hollande par opposition aux socialistes frondeurs - en vue de préparer l'élection présidentielle de 2017. Une intersyndicale anti Loi Travail CGT-FSU-Solidaires-Unef-Fidl-UET (Union des Étudiants de Toulouse) organise «contre-meeting unitaire» devant la mairie de Colomiers , rejoint par le NPA et des militants du Parti de gauche ainsi que par le collectif «Y a pas d'arrangement». Le contre-meeting aurait rassemblé 400 personnes selon la police, et 500 selon Cédric Gaubère (secrétaire départemental de la CGT 31). Ensuite, une centaine de manifestants se sont rassemblés, dans une ambiance calme, pour scander des slogans devant le cordon policier qui séparait la mairie du Hall Comminges.
Le 30 août, Catherine Perret, numéro deux de la CGT, annonce que son syndicat à l'intention d'engager une bataille juridique pour empêcher la publication de plusieurs décrets d'application relatifs à la Loi El Khomri. Quant à Philippe Martinez, il annonce que plusieurs actions sont prévues en septembre, dont une manifestation nationale dans une quarantaine de villes le 15 septembre.

### Septembre 2016
Le 2 septembre, dans le cadre d'une action européenne initiée par le mouvement Blockupy (le même jour, un millier d'Allemands ont manifesté devant le Ministère des Finances allemand) et relayée par Nuit debout, une cinquantaine d'opposants à la Loi El Khomri tentent de bloquer le Ministère du Travail, à Paris. La police les en empêchant, ils tentent de faire de même avec l'Assemblée Nationale. Une fois arrivé, les manifestants sont de nouveaux éparpillés. Une vingtaine d'entre-eux, dont trois photo-reporters, sont arrêtés Rue de Bourgogne. Mais les choses se passent calmement, et il n'y a aucune violence, ni d'un côté ni de l'autre.
Le 15 septembre, une manifestation nationale est organisée à la suite de l'appel de l'inter-syndicale. 169 cortèges se déroulent en France, réunissant entre 78 000 (selon la police) et 170 000 personnes (selon la CGT), dont entre 13 500 et 40 000 à Paris. À Béthune, dans le Pas-de-Calais, la manifestation se double d'une opération péage gratuit. Dans la plupart des villes les manifestations se passent sans heurts, mais des troubles surviennent à Paris, Nantes, Rennes, Rouen, Grenoble, Toulouse et Montpellier. Plusieurs blessés sont à déplorer, notamment à Paris où 2 policiers sont brûlés à la jambe ainsi qu'un manifestant qui a été éborgné par une grenade de désencerclement. Officiellement, 15 policiers et 4 manifestants sont blessés à Paris, 62 individus ont été interpellés dont 32 placés en garde à vue.
Laurent Théron, militant de Sud Santé, perd son œil à la suite de cette interpellation. Il s'agit de la deuxième fois qu'un manifestant est éborgné - après un étudiant ayant perdu un œil à Rennes le 28 avril. Selon une vidéo récupérée par le syndicat Solidaires, et une dizaine de témoins, les règles d'usage des grenades n'ont pas été respectées, et les CRS ont fait attendre L. Théron une heure avant qu'il n'ait pu être soigné. En conséquence de quoi, Solidaires annonce le 18 septembre préparer une saisine auprès du Défenseur des droits, sur « la liberté de manifester et de rentrer en bonne santé »
Le 22 septembre, une centaine de lycéens du mouvement "Mili" bloquent le Lycée Voltaire, dans le onzième arrondissement de Paris, afin de protester contre la Loi Travail, et contre les violences policières - auxquelles ils imputent la mort d'Adama Traoré.
Le 25 septembre, à l'occasion d'une visite de François Hollande à Tours, une trentaine de manifestants mènent une action discrète anti-Loi El Khomri.
Le 30 septembre, lors d'une visite de Myriam El Khomri à l'agence Pôle emploi de Nyons, une trentaine de manifestants - de la CGT, de la CNT et du "Collectif Stop TAFTA du Pays Nyonais" - organisent un concert de casseroles devant cette agence, jusqu'à ce qu'El Khomri accepte de rencontrer trois des membres de la CGT, dont Richard Perrenot, le secrétaire générale de la CGT dans le Drôme.

### Octobre 2016
Le 13 octobre, l'intersyndicale CGT, FO, Solidaires, FSU, UNL d’Ille-et-Vilaine appellent à un « sit-in revendicatif » mardi 18 octobre sur l'esplanade Charles-de-Gaulle à Rennes. Le jour même, le sit-in est remplacé par un rassemblement statique anti-Loi Travail, qui rassemble 150 personnes (plus 50 autres manifestants contre la fermeture de sept bureaux de poste à Rennes).
Le même jour, Jean-François Martin, l'étudiant qui avait été éborgné par un projectile de la police lors de la manifestation du 28 avril à Rennes, porte plainte et saisit le défenseur des droits à Vannes.
Le 27 octobre, la sous-commission des conventions et accords de la Commission nationale de la négociation collective se réunit afin de participer à un vote consultatif, pour savoir si les partenaires sociaux approuvent le décret d'application de l'article portant sur le référendum d'entreprise. La majorité de la sous-commission vote contre : la CGT, FO, la CGC et la CGPME votent contre ; la CFTC, l'UPA et l'UNAPL s'abstiennent. Seuls le MEDEF et la CFDT votent pour. Cependant, le vote n'étant pas contraignant, il ne devrait avoir aucun impact sur la publication du décret d'application.

### Novembre 2016
Le 3 novembre, à l'occasion d'un déplacement de François Hollande à Caen, la CGT et FO organisent une manifestation anti-Loi Travail de 200 personnes à l'Université de Caen, suivie d'un pique-nique contestataire qui réunit 150 personnes.
Le 15 novembre, la CGT de Roubaix organise une manifestation anti-Loi travail dans les quartiers populaires de l'Alma et de la Fosse-aux-Chênes, qui réunit environ 200 personnes.
Le 22 novembre, le décret d'application de l'article 8 (ex-article 2) sur le temps de travail et l'inversion de la hiérarchie des normes est publié au Journal Officiel,. Le décret d'application de l'article 9 relatif aux congés spécifiques est également publié.

### Décembre 2016
Le 12 décembre 2016, le Groupe communiste, républicain, citoyen et écologiste du Sénat dépose une proposition de loi visant à abroger la Loi El Khomri.

### Durant les élections de 2017
Au 1er janvier 2017, la Loi El Khomri entre en vigueur. C'est-à-dire qu'à cette date, 80 % de ses décrets d'application ont été publiés, dont ses 7 principales mesures. Des manifestations locales ont lieu au début de 2017, pour essayer de se faire entendre au cours des campagnes électorales pour les élections primaires socialistes puis surtout pour l'élection présidentielle française de 2017.
Le 10 janvier, 8 sections de la CGT déposent auprès du Conseil d’État une demande d'annulation à l’encontre du décret relatif à l’organisation d’un référendum au sein des entreprises. Elles précisent qu'il s'agit de la première d'une dizaine de demandes d'annulation à l'encontre de la Loi Travail. Le 11 janvier, la proposition d'abrogation de la Loi Travail est examinée par le Sénat. Une manifestation a lieu en même temps devant le Palais du Luxembourg. Pierre Laurent, secrétaire national du Parti communiste français, et Jean-Luc Mélenchon, candidat du mouvement La France insoumise à l'élection présidentielle de 2017, participent à la manifestation. L'abrogation est rejetée, à 115 voix contre 25,. Le 20 janvier, alors que Manuel Valls - qui entre-temps avait démissionné de son poste de premier ministre le 6 décembre 2016 pour participer à la primaire citoyenne de 2017 - tenait un meeting de campagne dans le 18e arrondissement de Paris, cet événement est brièvement interrompu par des opposants à la Loi Travail. Le 31 janvier, FO et la CGT portent plainte auprès de l'Organisation internationale du travail, en invoquant dans leur communiqué que « de nombreuses dispositions contraires aux textes fondamentaux et aux textes internationaux auxquels la France est liée » en particulier que « Cette loi porte atteinte à la liberté syndicale, au droit à une négociation collective libre et progressiste et au droit à un licenciement « juste » »,. Le même jour, une meeting de l’intersyndicale CGT-FO-FSU-UNL-UNEF-FIDL réclamant l'abrogation de la Loi Travail, à Paris, réunit 800 personnes.
Le 2 mars, entre 200 (selon la police) et 500 (selon la CGT Métaux) syndicalistes manifestent à Valenciennes en faveur du maintien des conventions collectives territoriales sur la métallurgie contre la Loi El Khomri ; le président de la CGT Métaux, Ludovic Bouvier, disait espérer relancer les manifestations anti-Loi Travail à partir de celle-ci. Le 21 mars, une manifestation de syndicats réunit 700 personnes à Lille pour la défense de l'emploi public et privé, mais également pour rappeler que l'opposition à la Loi Travail reste forte dans le Nord. Le 22 mars, la CGT et FO organisent un meeting inter-syndical (CGT, FO, FSU, Solidaires, Unef et UNL) contre la Loi El Khomri à la  Bourse du Travail d'Angers.
Le 4 mai 2017, au cours d'une visite électorale d'Emmanuel Macron - alors candidat favori au deuxième tour de l'élection présidentielle - à Albi, un groupe de syndicalistes de la CGT perturbent la visite, huent et sifflent E. Macron. Certains crient « Abrogez la loi El Khomri, c'est une exigence ! » et « Enlevez la loi El Khomri et on votera pour vous ». Le candidat refusant, l'un des syndicalistes répond « Eh ben, on ne votera pas pour vous »,.
Emmanuel Macron avait mis dans son programme électoral l'intention de créer par ordonnances une « Loi Travail 2 », correspondant plus à la première version du projet de la Loi El Khomri, qui était encore plus décriée que la version adoptée en 2016. E. Macron ayant été élu président le 7 mai 2017, et en pleine campagne d'investitures des candidats pour les élections législatives, une nouvelle pétition en ligne est lancée par Caroline De Haas, l'auteure de la première pétition en 2016. Cette pétition a pour but, selon C. De Haas, de lancer un débat sur cette nouvelle version de la Loi Travail, de faire renoncer à l'utilisation annoncée des ordonnances, et de « remettre dans le débat le plafonnement des indemnités en cas de licenciement abusif ».

## Suites judiciaires et soutien aux participants poursuivis
Même après la fin des manifestations anti-Loi Travail, plusieurs actions continuent en 2016 et 2017. Ces rassemblements n'ont pas directement comme objectif de s'opposer à la Loi Travail. Ils ont pour but de soutenir les personnes interpellées et jugées au cours des manifestations contre la Loi El Khomri, où elles ont été accusées de dégradations matérielles, de rébellion ou d'outrage. Un argument récurrent de leurs défenseurs est de reprocher aux autorités d'accuser des militants de faits faux ou difficilement vérifiables, afin de criminaliser le syndicalisme ou les mouvements sociaux.

### Au cours du mouvement national anti-Loi Travail
Le 7 mai 2016, près de 70 militants de Nuit Debout manifestent à travers Clermont-Ferrand en soutien à un autre militant de Nuit Debout, incarcéré depuis le 29 avril en attendant son procès pour avoir fait tomber une grille sur le DDSP de Clermont-Ferrand. Ils manifestent à nouveau devant le tribunal  pendant son procès, le 26 mai 2016. L'accusé est jugé coupable d'avoir fait volontairement tomber la grille sur le chef de la police clermontoise, et est condamné à un mois de prison ferme et 3 avec sursis ; ayant déjà été incarcéré préventivement durant un mois, il est libéré le soir même. Son avocat est applaudi par les manifestants à la sortie du tribunal.
Au cours de la manifestation anti-Loi El Khomri du 28 juin, huit manifestants sont interpellés pour avoir bloqué un rond-point. Le soir même, environ 450 personnes se réunissent devant le commissariat central de Lille pour demander leur libération.
Le 31 août 2016, deux dockers du Havre sont arrêtés dans la matinée, à leur domicile, dans le cadre d’une enquête sur des « violences en réunion » lors de la manifestation contre la loi Travail du 14 juin à Paris. En réaction, un mouvement spontané de dockers, dont certains syndiqués à la CGT, bloque le port du Havre. Aucun bateau n'entre ou ne sort du port, y compris le ferry reliant Le Havre et Portsmouth, et le chargement et déchargement des porte-conteneurs est interrompu. Le blocage prend fin vers 19h15, lorsque les deux dockers gardés-à-vue sont relâchés.
Mi-juillet 2016, quatre manifestants de Saint-Étienne étaient jugés pour avoir investi la permanence parlementaire du député de la Loire, Jean-Louis Gagnaire. De plus, l'un d'entre-eux, Martin Pontier, le leader des Jeunesses communistes de la Loire, est accusé de violences contre sept policiers en même temps, en moins d'une minute et à mains nues. Le tribunal de Saint-Étienne relaxe les trois premiers. Mais renvoie le jugement de Martin Pontier au 6 septembre 2016. À cette occasion, un rassemblement a lieu devant le tribunal où le jugement est rendu. Il est condamné ce jour-là à huit mois de prison avec sursis et à 3 850 € de dommages et intérêts et cinq ans d'inscription au casier judiciaire. M. Pontier fait appel, et une nouvelle manifestation a lieu à Lyon en 2017 pour le soutenir (lire ci-dessous).

### Après la fin du mouvement national anti-Loi Travail
Le 15 novembre, à Tours, une soixantaine de manifestants se rassemblent devant le Palais de justice de Tours pour soutenir Mathieu Berrier, un membre de Solidaires, où il était convoqué pour avoir stationné un camion sur des rails de tramway lors de la manifestation du 17 mai 2016. L'affaire a été renvoyée au tribunal correctionnel pour le 27 avril 2017. Le 27 avril, une nouvelle manifestation réunit une trentaine de personnes devant le tribunal correctionnel de Tours. L'affaire est à nouveau reportée, au 29 septembre.
Le 23 novembre 2016, 250 personnes se réunissent devant les grilles du tribunal de Caen pour soutenir François Merouze. Le 16 mai 2016, ce dernier, secrétaire de l'union locale de la CGT de Caen, publie un tract dans lequel il dénonce le responsable de la direction départementale de la sécurité publique (DDSP). "Le responsable de la DDSP a délibérément provoqué un incident grave en ordonnant à un officier de jeter un pétard sur le cordon de CRS afin de justifier de la charge contre les étudiants." Le DDSP, Jean-François Papineau, dépose plainte pour outrage. Le 23 novembre 2016, 250 personnes se réunissent devant les grilles du tribunal de Caen pour soutenir F. Merouze. Le dossier est renvoyé en audience collégiale le mardi 17 janvier 2017, puis le tribunal prononce la relaxe le 28 février 2017.
Le matin du 30 novembre 2016, des militants de la CGT et du Parti communiste français se réunissent devant l'hôtel du police du nord de Marseille pour soutenir Gilbert Benhamou, secrétaire général des électriciens et gaziers CGT13. Ce dernier étant convoqué car il était soupçonné d'avoir dégradé des véhicules lors de la manifestation anti-Loi Travail du 1er juin. La manifestation prend fin quand Gilbert Benhamou est innocenté le jour-même.
Le 17 janvier 2017, la CGT, Force ouvrière et le Parti communiste des ouvriers de France organisent une manifestation devant le Palais de justice de Strasbourg, en soutien à 6 militants anti-Loi Travail qui sont accusés d'avoir organisé une manifestation sans autorisation préalable le 19 mai 2016 à Haguenau. La manifestation réunit entre 100 et 200 personnes, et dure de 8 h du matin jusqu'à la fin de la séance. Le jugement est mis en délibéré au 7 mars 2017. Le 7 mars, ils sont condamnés à des amendes de 500 à 1 000 € chacun.
Le 2 février 2017, un comité de soutien de la CGT se réunit devant la cour d'appel de Douai pour soutenir Antoine Chauffard, un militant CGT, lors de son procès en appel. Il avait précédemment été condamné à 10 mois de prison avec sursis. Le délibéré est renvoyé au 25 avril 2017, le comité de soutien annonçant son attention de manifester ce jour-là.
Le 6 mars 2017, plusieurs dizaines de militants se réunissent devant le Palais de justice d'Amiens pour soutenir 5 syndicalistes lors de leur procès en appel. Ils sont accusés d'avoir participé à l'incendie d'une barricade de pneus et de palettes qu'ils avaient érigée devant la gare d'Amiens lors de la manifestation du 26 mai 2016, et le 27 septembre 2016 ils avaient été condamnés en première instance à des peines de 2 à 6 mois de prison avec sursis et à une amende de 67 000 €. L'affaire a été mise en délibérée, les condamnations définitives seront connues le 7 juin prochain.
Des manifestations sont prévues les 6 et 12 mai à Guingamp, respectivement devant la gare et le tribunal de la ville. Elles sont destinées à soutenir par avance les quatre manifestants dont le procès est prévu pour le 12 mai 2017. Le 6 mai, une manifestation réunit 170 personnes, qui défilent sans heurt de la gare de Guingamp jusqu'au tribunal où aura lieu le procès. Deux candidates aux élections législatives de 2017 dans la circonscription de Guingamp participent à la manifestation : Cindirella Bernard, candidate et conseillère départementale PCF, et Murielle Lepvraud, candidate de la France insoumise. Le 12 mai au matin, une trentaine de manifestants se réunissent devant le tribunal avant le début du procès. En début d'audience, le président du tribunal déclare nulle la citation à comparaître de l'un des prévenus, devant son manque de précision, cela portant atteinte aux droits de la défense. Quant aux trois autres, au bout d'une heure trente de procès, ils sont relaxés "en l'absence de preuves suffisantes" de leur participation aux faits reprochés. Le verdict est accueilli avec des applaudissements par les manifestants, qui se séparent peu après.
Le 11 avril 2017, une manifestation est organisée par plusieurs syndicats (CGT, Unef, Solidaires, FSU) pour soutenir deux étudiants contrôlés et placés en garde à vue alors qu'ils se rendaient à un rassemblement de Nuit Debout le 9 juin 2016, puis ils sont poursuivis pour « participation à un groupement en vue de la préparation de violences contre les personnes ou de destruction de biens » et « refus de se soumettre aux relevés signalétiques (empreintes et photographies) ». La manifestation de soutien du 11 avril réunit une centaine de personnes devant le tribunal correctionnel du Havre. Vers 13 h 15, au cours de leur procès, une dizaine des manifestants parviennent à s'introduire à l'intérieur de la salle d'audience pour assister au procès. D'autres manifestants qui essayent de s'introduire sont expulsés par la police. Le juge reconnaît qu'il n'y avait aucun motif valable aux interpellations et à la procédure judiciaire. Par conséquent, il prononce la relaxe des deux anciens étudiants. Le rassemblement devant le tribunal prend fin après un discours de leur avocat devant les manifestants.
La répression des opposants à la loi Travail n'est pas que le fait de la police ou de la justice : 48 salariés de Peugeot ont été mis à pied.

### Au cours du mouvement anti-Loi Travail 2
Au moment des manifestations contre la réforme du code du travail par ordonnances, des procès sont toujours en cours par rapport aux manifestations contre la Loi El Khomri.
Le 9 octobre 2017 a lieu à Lyon le procès en appel du leader des Jeunesses Communistes de la Loire, Martin Pontier (lire ci-dessus). Une manifestation pour le soutenir a lieu devant le tribunal, qui réunit 200 personnes, principalement des militants communistes et des syndicalistes de la CGT. Les magistrats laissent entendre qu'ils pensent que Martin Pontier est innocent, mais mettent leur décision en délibéré pour le 13 novembre. Ce jour-là, la décision est à nouveau reportée.

### Après la fin du mouvement anti-Loi Travail 2

#### Affaire Antonin Bernanos
Fin septembre 2017, 9  activistes d'extrême gauche comparaissent pour l'incendie d'une voiture de police du 18 mai 2016. Deux de ces prévenus, Bryan Morio et Angel Bernanos, le frère cadet d’Antonin Bernanos, avaient été relaxés faute de preuve le 11 octobre. Un autre, Leandro Lopes, avait été condamné à un an de prison avec sursis, mais six prévenus avaient écopé de peines allant jusqu’à sept ans de prison pour « violences aggravées ». Des questions naissent alors autour des condamnations de deux des prévenus, Ari Rustenholz et Antonin Bernanos (arrière petit-fils de l'écrivain Georges Bernanos), car ils sont condamnés respectivement à 5 ans de prison dont deux et demi-ferme et 5 ans dont deux avec sursis, alors qu'ils ne reconnaissent pas les faits et qu'il n'y a pas de preuves les concernant - le procureur se base sur des photos et des captures d'écrans qui montrent des similitudes vestimentaires entre deux casseurs masqués et les deux prévenus à visage découvert. Dans le cas de Bernanos, celui-ci argumentera que les chaussures du casseur auquel il est associé étaient tachées de sang, alors que les siennes étaient propres au moment de son interpellation, et que la police a pris des photos qui le prouvent.
Grâce à un aménagement de peine, Antonin Bernanos sort de prison après la fin de sa période de liberté conditionnelle le 10 avril 2019. Mais le 15 avril, alors qu'Antonin Bernanos et certains de ses amis font partie de la foule de Parisiens qui assistent à l'incendie de Notre-Dame de Paris, ils croisent des militants identitaires, une rixe éclate entre-eux, et l'un des militants d'extrême droite est blessé. Une procédure judiciaire est ouverte le 18 avril, et Bernanos est placé en détention provisoire, alors que ses amis ne sont placés que sous contrôle judiciaire sans incarcération. Le 2 août 2019, le juge des libertés et de la détention accorde au jeune homme une remise en liberté, sous contrôle judiciaire avec port de bracelet électronique. Mais le 6 août, le parquet revient sur cette décision. Pour son avocat Arié Alimi, figure connue des affaires de violences policières et dans « la défense d’activistes d’ultragauche », « le parquet confirme qu’il est devenu l’annexe judiciaire du ministère de l’intérieur ». Bernanos comparaît de nouveau à Paris le 12 août. Pour demander sa libération, Antonin Bernanos a mis en avant la nécessité de rendre son mémoire de sociologie) en septembre et celle de reprendre ses petits boulots pour payer les victimes du quai de Valmy. La chambre de l'instruction décide d'infirmer la décision du juge des libertés qui ordonnait sa remise en liberté. Bernanos est donc renvoyé en prison, celle de la Santé. Ses proches et le collectif Libérons-Les dénoncent une « répression d’État » et des conditions de détention qui bafoueraient ses droits, notamment de visites et de courrier.

## Continuité en 2017 avec les manifestations contre la Loi Travail 2

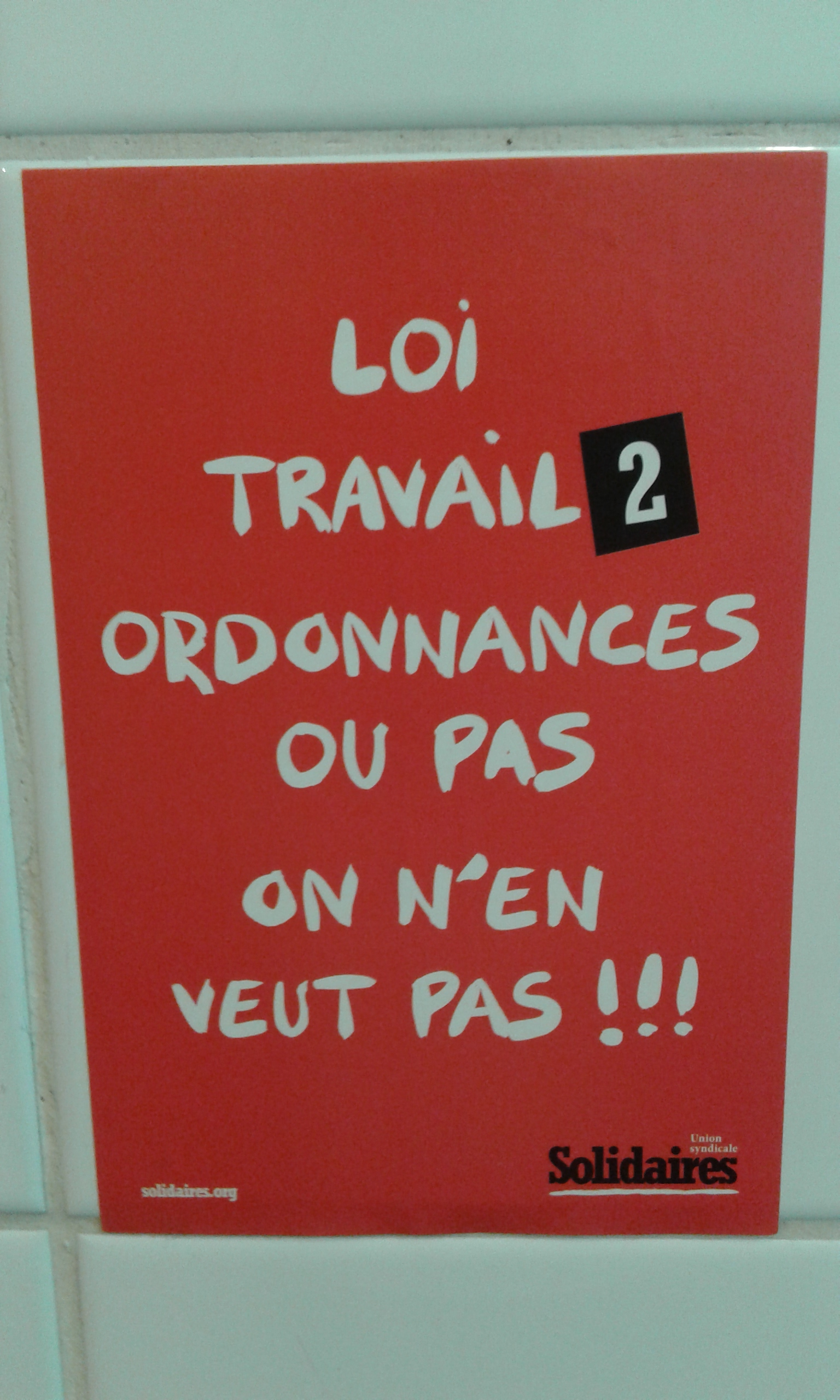
Autocollant de Solidaires Étudiant-e-s établissant un lien de continuité entre la réforme du Code du Travail par ordonnances en 2017 et la Loi El Khomri de 2016.

## Continuité en 2017 avec les manifestations contre la«Loi Travail 2»

### Septembre 2017
Après la fin de l'élection présidentielle de 2017, les manifestations contre la Loi El Khomri sont terminées. Cependant, la volonté du président Emmanuel Macron de réformer le Code du Travail dans la même direction que la Loi El Khomri, et la volonté de le faire par ordonnances — rappelant l'usage de l'article 49-3 de la Constitution par l'ancien Premier ministre Manuel Valls — provoquent en septembre 2017 l'apparition de manifestations contre la « Loi Travail 2 », comme le dit un slogan courant durant les manifestations.
La première manifestation est locale. Elle a lieu le 2 septembre 2017 à Saint-Ouen, un village de 2 000 habitants dans la Somme. Son but est de protester contre la réforme du Code du Travail par ordonnances, contre la suppression des emplois aidés, contre l'augmentation de la Contribution sociale généralisée qui risquerait de diminuer le pouvoir d'achat des retraités, contre la baisse de l'aide au logement et pour la fin du CICE. Elle est organisée par le député Picardie debout (Groupe parlementaire de La France insoumise) François Ruffin. Il justifie le choix de Saint-Ouen ainsi : « Pour qu'il y ait du monde à Paris, il va falloir faire bouger dans les campagnes, dans les quartiers, dans les villes. La manifestation réunit entre 150 et 180 personnes. »

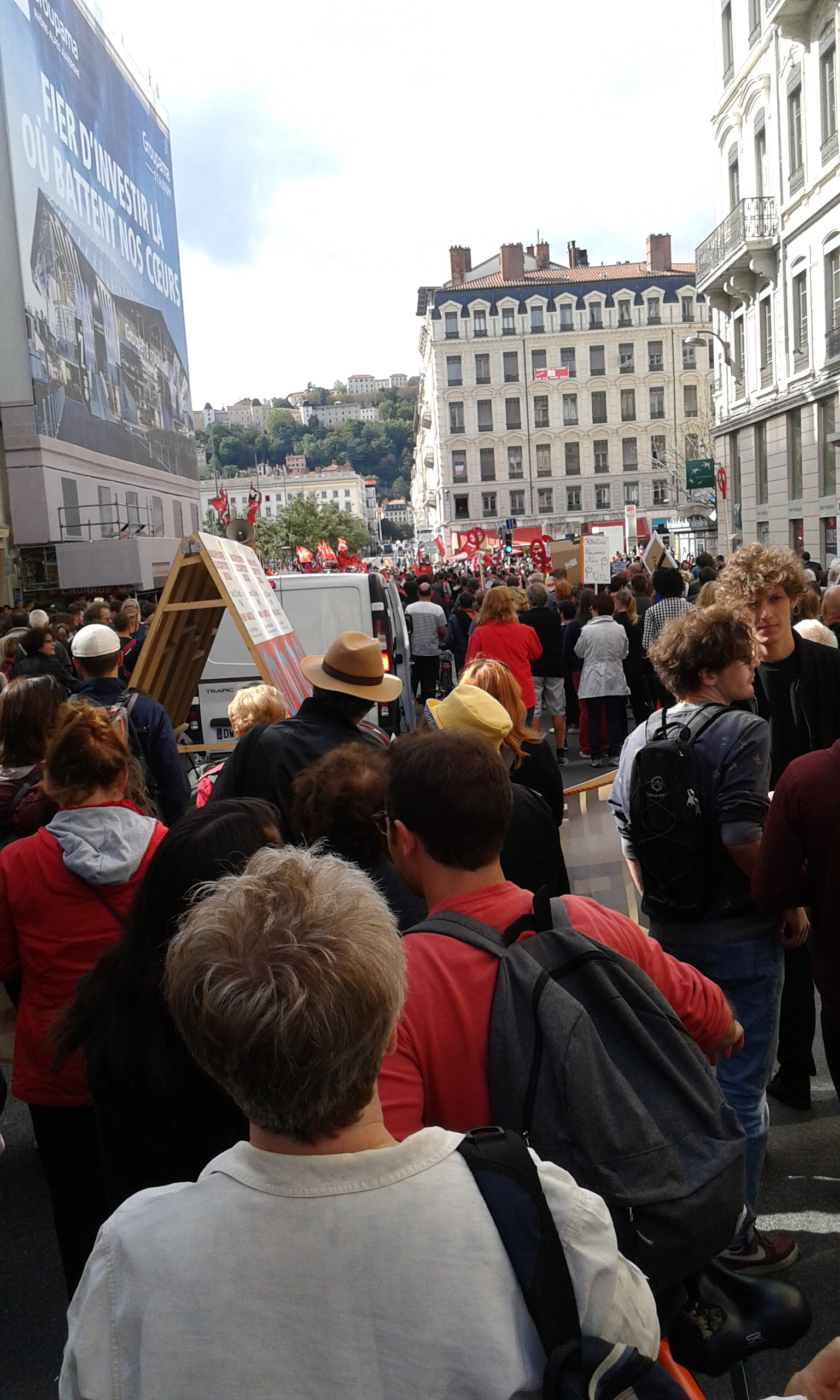
Manifestation contre les ordonnances à côté de l'Hôtel-Dieu de Lyon le 12 septembre 2017.

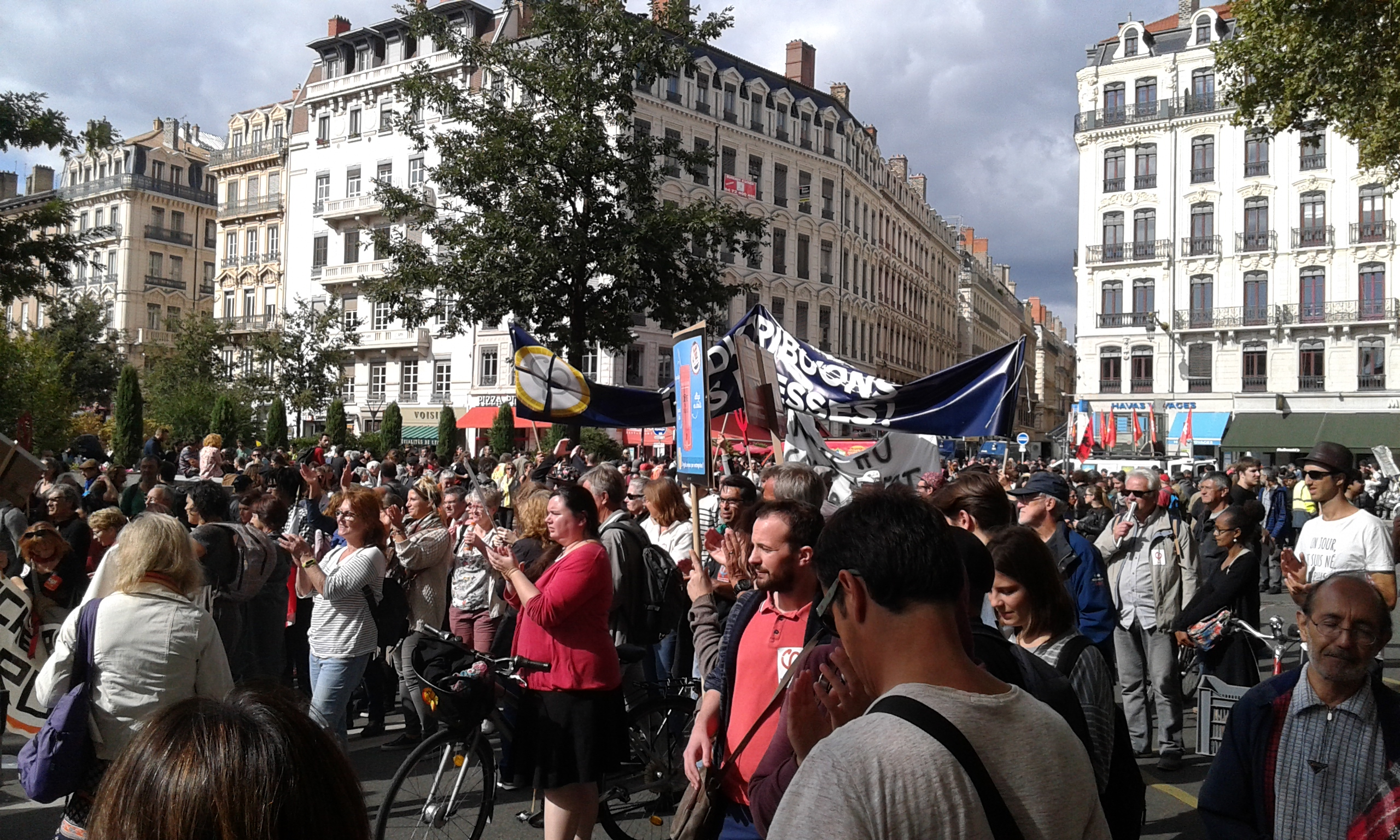
Arrivée de la manifestation lyonnaise du 12 septembre 2017 sur la Place Bellecour.

La Confédération générale du travail (CGT) organise une manifestation nationale pour le 12 septembre. Les centrales de la FSU, de Solidaires et de l'UNEF appellent à se joindre à la manifestation. Les autres centrales syndicales n'appellent pas à manifester, cependant des sections départementales et locales des autres syndicats participent aux manifestations. De même, des sections locales de partis politiques — La France insoumise, Nouveau Parti anticapitaliste, Parti communiste français, parfois Union populaire républicaine — manifestent également. Le député et leader de la France insoumise, Jean-Luc Mélenchon participe à la mobilisation dans sa circonscription de Marseille ; le leader du Mouvement du 1er Juillet et ancien candidat socialiste à la présidentielle Benoît Hamon manifeste à Paris. La manifestation est précédée le matin par des blocages d'autoroutes ou de grandes routes afin de gêner les accès vers Paris, Épernay, Lyon, Strasbourg, Toulouse et Lille par des forains qui protestent contre une ordonnance du 19 avril qui impose aux municipalités d'organiser un appel d'offres pour tous les emplacements publics d'animation — aspect très important professionnellement et traditionnellement du métier de forain. 180 cortèges et 4 000 appels à la grève sont recensés en France. Au niveau national, entre 223 000 (selon la police) et 500 000 personnes (selon les syndicats) se sont mobilisées,. Dont : à Paris entre 24 000 et 60 000 manifestants, à Marseille entre 7 500 et 60 000 (sic), à Nantes entre 6 200 et 15 000, à Toulouse entre 8 000 et 16 000 et à Lyon entre 5 600 et 10 000. Ce nombre, plus faible que la première manifestation nationale contre la Loi El Khomri, est ressenti comme un échec par 68 % des Français selon un sondage Odoxa.
Le 18 septembre 2017, des routiers du la CFDT et de la CFTC mènent des opérations escargot avec distributions de tracts, notamment à des péages, à l'entrée de zones industrielles ou aux ronds-points stratégiques, sur l'autoroute A4 au niveau du péage de Saint-Avold (Moselle), sur l'A1 entre Seclin et Lille (Nord), et sur l'A7 au péage de Vienne-Reventin (Isère). À Saint-Avold, des barrages filtrants ont été installés dans les deux sens de la circulation, ce qui est à l'origine d'un bouchon d'un kilomètre. Une centaine de routiers syndicalistes de la CFDT et de la CFTC se sont réunis devant le ministère du travail, pendant qu'une délégation rencontrait la Ministre du Travail Muriel Pénicaud. À l'issue de la réunion, la délégation syndicale s'est dite satisfaite,.
Le 21 septembre 2017, la journée de mobilisation est précédée le matin par des opérations escargot et des blocages d'autoroutes, tandis qu'une grève des imprimeurs empêche la publication des exemplaires papier des quotidiens nationaux — les exemplaires électroniques ne sont pas concernés. Les manifestations sont organisées à l'appel de la CGT, Solidaires et de l'Unef, et d'autre syndicats et formations politiques y participent (FO, CFDT, CFTC, CFE-CGC, France insoumise, etc.). Dans la journée, des manifestations ont lieu dans les grandes villes françaises. Selon le Ministère de l'Intérieur, elles mobilisent 132 000 personnes,. La CGT évoque « plusieurs centaines de milliers » sans donner de chiffre précis, tandis que son secrétaire général Philippe Martinez reconnaît que le nombre de manifestants est « un peu inférieur » à celui du 12 septembre,. Ce qui indiquerait un nombre de manifestants, à l'échelle nationale, contenu dans une fourchette de 132 000 inclus à 500 000 exclu. La CGT fournit, par contre, des estimations locales. Ainsi, à Paris, entre 16 000 (selon la police) et 55 000 (selon la CGT) personnes ont manifesté. À Lyon, entre 3 500 et 10 000 ; à Marseille, entre 4500 et 50 000 (sic) ; à Rennes, entre 2200 et 6000. Ce qui représente globalement une baisse par rapport au 12 septembre. 2 100 CRS profitent de la journée de mobilisation pour se mettre en arrêt maladie, ce qui représente environ 60 % des 3 500 CRS, dont les 12 motards de l'escorte présidentielle d'Emmanuel Macron, afin de protester contre la fiscalisation de leur primer d'éloignement. À Marseille, le président Emmanuel Macron, venu visiter le site olympique de voile pour les Jeux olympiques d'été de 2024, est interpellé par une habitante à propos du Code du Travail, qui lui reproche d'être « trop dans le libéralisme » et de ne pas assez financer les reconversions professionnelles.
Le 22 septembre, Emmanuel Macron signe les ordonnances de réforme du Code du Travail face aux caméras — fait plutôt rare dans la vie politique française — afin d'envoyer un message de fermeté aux manifestants. Elles sont publiées au Journal officiel de la République française et le gouvernement prévoit de toutes les mettre en application d'ici le 31 décembre 2017.
Le 23 septembre, La France insoumise organise une manifestation à Paris contre les ordonnances. Des écologistes, le PCF, le Mouvement du 1er Juillet et le NPA participent aussi. Les 17 députés du groupe La France insoumise dont Jean-Luc Mélenchon et le leader du Mouvement du 1er Juillet Benoît Hamon sont en tête de la manifestation, le secrétaire général du PCF Pierre Laurent et deux membres importants du NPA Olivier Besancenot et Philippe Poutou participent également. Elle réunit entre 30 000 (selon la police) et 150 000 manifestants (selon La France insoumise) — l'estimation pouvant être rendue difficile par la présence de la Technoparade dans les rues de Paris au même moment ce qui peut encourager les estimations à la hausse comme à la baisse et en partie expliquer l'amplitude de la différence entre les chiffres de la police et ceux de FI. Des incidents éclatent peu avant un discours de Mélenchon, lorsque des membres d'un black block attaquent des militants et le service de sécurité de FI.
Dans la nuit du 24 au 25 septembre, des routiers syndicalistes de la CGT Transports et de FO organisent une cinquantaine de blocages de dépôts de carburant et de raffineries, des opérations escargots à Lille, des barrages filtrants sur les autoroutes notamment sur l'A1 proche en région parisienne et proche de Marseille, Renne et Bordeaux, et des distributions de tracts sur certaines routes. Le mouvement génère peu de perturbations. Le mouvement mobilise peu, de plus des CRS interviennent dans la matinée du 25 septembre pour démanteler les barrages et les blocages - jusqu'à dix camions de CRS utilisés pour débloquer une seule raffinerie dans les Yvelines. Cependant, malgré cela, la mobilisation est reconduite le lendemain, 26 septembre. Le lendemain la mobilisation soit à nouveau limitée, il y a une quarantaine de points de blocage le matin, et plus qu'une dizaine à midi. De plus, la police débloque par la forces des points Lorient, Valenciennes et près de Rennes. Néanmoins, des blocages se sont poursuivis jusque dans l'après-midi au terminal pétrolier de La Rochelle et au dépôt de Rubis au Grand-Quevilly, près de Rouen, un site stratégique pour l'Ouest. Toutefois, un effet de panique de certains automobilistes les pousse à aller chercher de l'essence dans des stations-services qui ont des problèmes d'approvisionnement, en conséquence 300 stations-services en France sont en pénurie de carburant. Après l'échec de négociations avec le gouvernement,, des routiers syndicalistes de l'UNSA Transports, aidés par des étudiants et des représentants des professions libérales, entreprennent des actions le 29 septembre. Ils bloquent d'abord la raffinerie de Feyzin (Rhône) de 4h30 à 9h30 ou 10h du matin. Ensuite, ils mènent une opération escargot sur l'A7 entre la raffinerie de Feyzin et le Port Édouard-Herriot,. À noter que le blocage du Tunnel de Fourvière en même temps était dû à un accident de camion qui avait endommagé la structure du tunnel, et non aux protestations des routiers.
Le 30 septembre, La France insoumise organise des casserolades dans plusieurs dizaines de villes en France, comme Paris, Grenoble, Rennes, Lille, Bordeaux, Pau, Dax, Limoges, Niort, La Rochelle, Agen, Angoulême, Dijon, Poitiers ou Caen. Les concerts de casseroles ont mobilisé chacun quelques dizaines de manifestants. Le plus important, celui de Marseille, a rassemblé une centaine de personnes.

### Octobre 2017

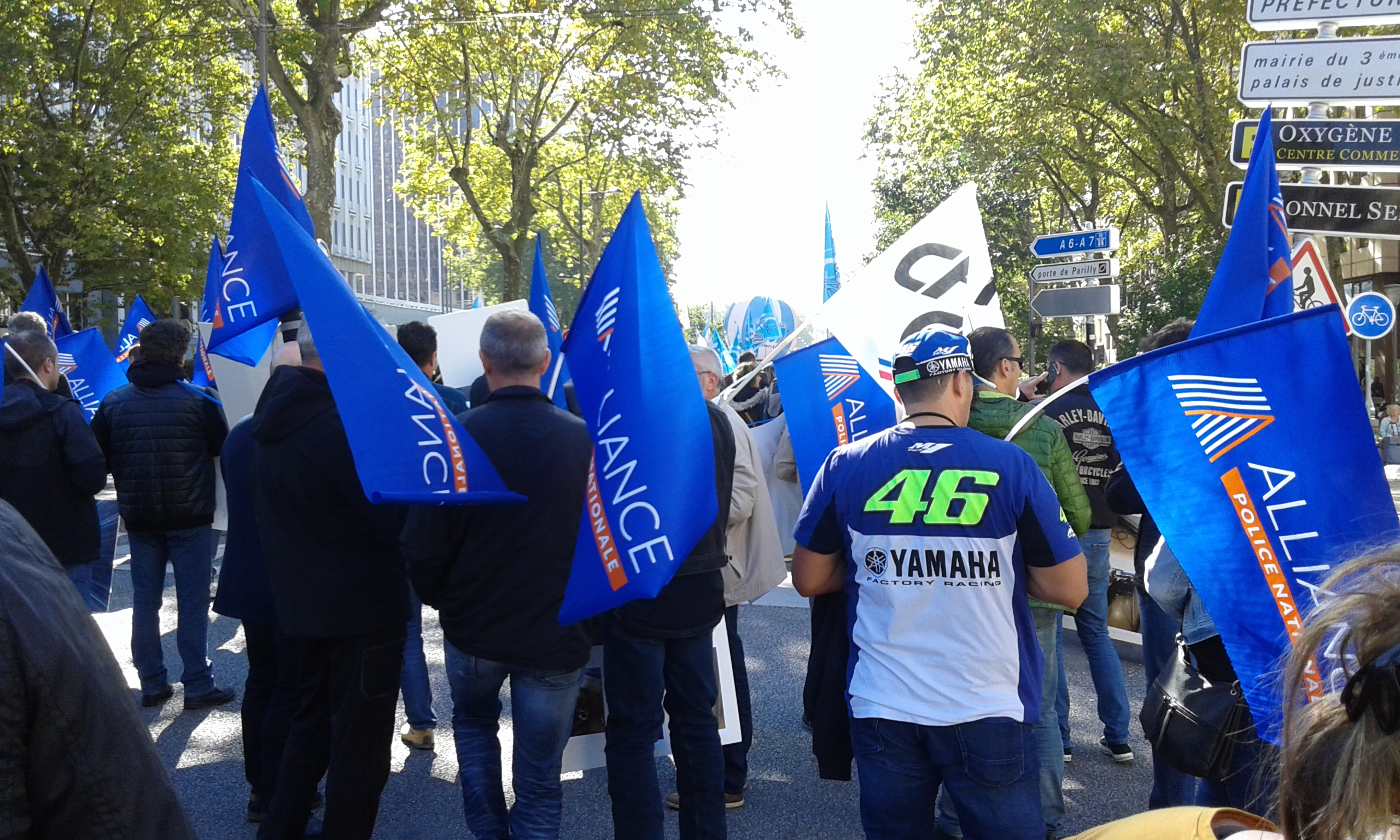
Le syndicat policier Alliance Police nationale manifestant avec les autres fonctionnaires à Lyon le 10 octobre 2017.

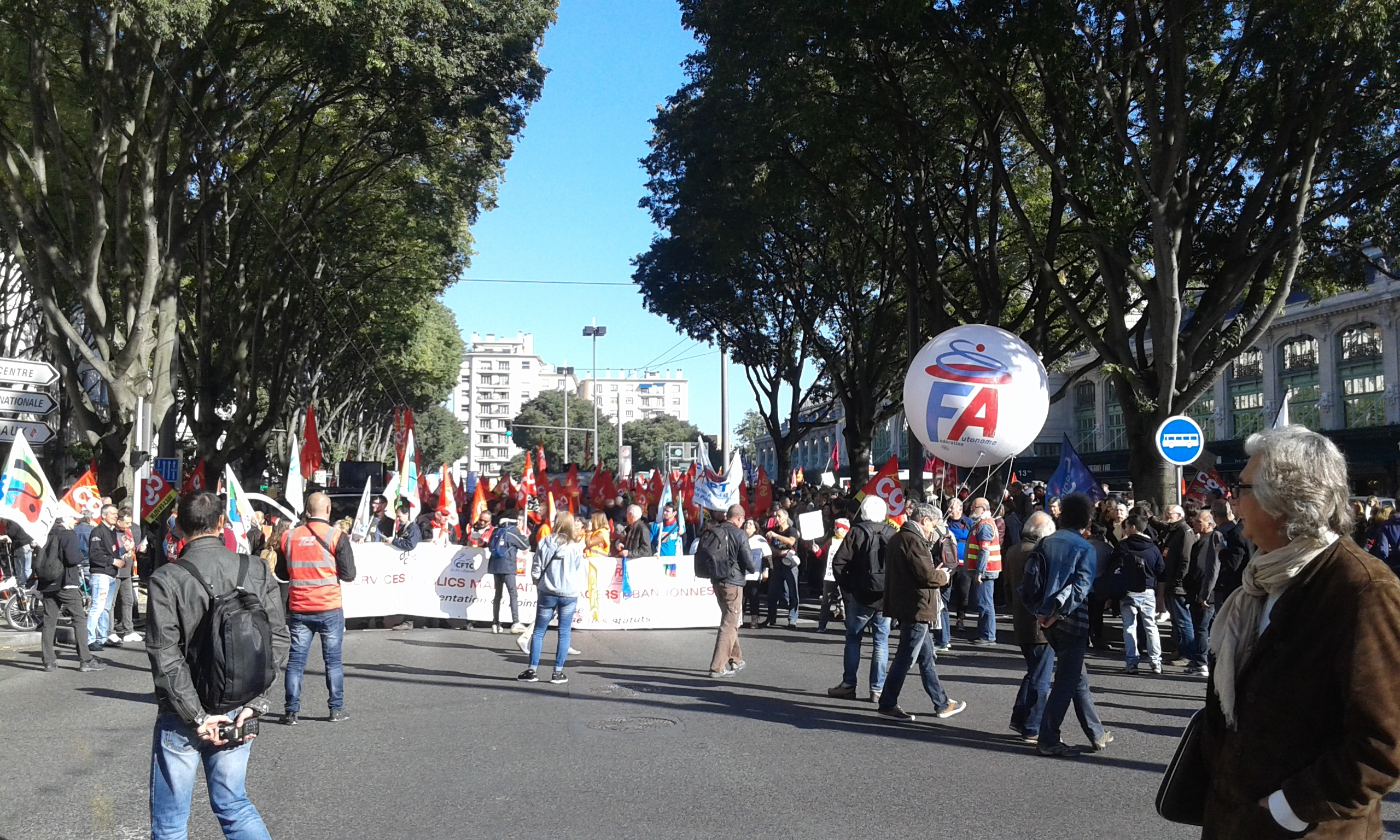
Jean-Claude Mailly, secrétaire général de Force ouvrière, tête de cortège à Lyon le 10 octobre 2017 (homme aux cheveux blancs au milieu de la photo derrière la banderole).

Le 10 octobre 2017 ont lieu des grèves et des manifestations surtout de fonctionnaires contre la réforme du Code du Travail par ordonnances, mais également pour d'autres revendications propres aux fonctionnaires — contre la baisse des effectifs à cause de la suppression de 120 000 postes, contre la logique d'austérité qui affaiblit la fonction publique, contre le gel du point d'indice, etc. Pour la première fois depuis dix ans, tous les syndicats de la fonction publique appellent à manifester en même temps. Sur le terrain, ils sont également rejoints par des branches syndicales hors de la fonction et des partis politiques de gauche. Le taux de grève dans la fonction publique atteint les 30 % ce jour-là. 30 % des vols dans les aéroports de Paris sont aussi supprimés. Dans les manifestations, entre 209 000 (selon la police) et 400 000 personnes (selon les syndicats) défilent. À Paris, ils sont entre 26 000 et 45 000, entre 6 400 à 12 000 à Lyon, entre 5 000 et plus de 10 000 à Bordeaux, 3 900 à 9 000 à Rouen ou 1 400 à 3 000 à Saint-Denis de La Réunion. Les manifestations se passent globalement bien, malgré quelques incidents avec des casseurs à Nantes et à Paris. Parmi les fonctionnaires manifestants, on compte également 1 500 policiers.
Le 17 octobre, la CGT saisit le Conseil d'État sur l'ordonnance relative à la négociation collective, argumentant que ces ordonnances porterait « gravement atteintes à des droits et libertés fondamentaux des salariés » et serait donc en violation de la Constitution française du 4 octobre 1958 et de plusieurs traités internationaux. La CGT précise également qu'elle a prévu de nouvelles saisines contre les autres ordonnances. Le 19 octobre, une nouvelle manifestation nationale a lieu à l'appel de la CGT. Le ministère de l'intérieur compte 37 700 manifestants dans toute la France, la CGT indique « des dizaines de milliers » sans donner de chiffres précis au niveau national, bien qu'elle en donne au niveau local. Ainsi, à Paris, il y aurait eu entre 5 500 (selon la police) et 25 000 manifestants (selon la CGT). Et la CGT compte 20 000 personnes à Marseille, 6 000 à Lyon et 5 000 à Nantes, les chiffres locaux de la police dans ces villes n'ont pas été diffusés dans la presse,,.

### Novembre 2017
Le 16 novembre 2017, une nouvelle journée de manifestations a lieu à l'appel de la CGT et de FO, qui pour la première fois depuis la lutte contre les ordonnances appellent à agir ensemble. Cependant, leurs secrétaires ne défilent pas ensemble, car Philippe Martinez manifestait à Paris et Jean-Claude Mailly à Marseille. De plus, à Marseille, les cortèges de la CGT et de FO sont séparés. Solidaires, la FSU, l'Unef et l'UNL font également partie de l'intersyndicale. La journée mobilise 80 000 manifestants à l'échelle nationale selon le Ministère de l'Intérieur, les syndicats n'ayant pas fourni de chiffres à l'échelle nationale, répartis entre 170 cortèges dans toute la France. À Paris, il y a 8 000 manifestants selon la police alors que la CGT en annonce 40 000, c'est-à-dire une différence de 1 à 5. À Marseille, où il y avait deux cortèges différents, la police estime qu'il y a eu 2 500 manifestants au total, alors que la CGT en estime 25 000 pour son seul cortège ; FO ne donnant pas d'estimation de son côté. Dans les autres grandes villes, il y a eu entre 3 000 et 10 000 manifestants à Lyon, entre 2 500 et 4 000 à Nantes, 1 500 à Grenoble selon la préfecture, entre 900 et 1 200 à Strasbourg, entre 1 200 et 1 600 à Rennes, et entre 700 et 900 à Dijon. Quelques affrontements marginaux entre des casseurs et des policiers ont eu lieu à Nantes,,,.
Le 22 novembre 2017, deux premières ordonnances, celle sur la fusion des instances représentatives du personnel et celle qui accroît le rôle des accords d'entreprise, sont validés par l'Assemblée nationale. À la suite de cela, les syndicats normands appellent à bloquer les raffineries de pétrole de Normandie le 23 novembre pour 24 heures. Le 28 novembre 2017, le reste des ordonnances est ratifié par l'Assemblée nationale par 463 voix pour et 74 contre, malgré l'opposition des députés communistes et insoumis. Le 30 novembre, pour dénoncer les ordonnances, et les fusions dans le secteur de l'énergie, la CGT Énergie a procédé à des actions entre 10 h et 15 h 30 un peu partout en France : une coupure volontaire de courant dans un poste EDF de Boulogne-Billancourt afin de couper l'électricité aux sièges de TF1 et Canal+, une autre coupure sur le site Herakles sur la commune de Le Haillan en Gironde, et des baisses de charge électrique dans les centrales nucléaires du Bugey (Ain), de Saint-Alban (Isère) et de Cruas (Ardèche), et l'entreprise chimique Vencorex au Pont-de-Claix dans l'Isère a été affectée.

## Une nouveauté: les Black Blocs en tête des manifestations
Une des nouveautés majeures de ce mouvement est l'apparition d'un « cortège de tête » dans les manifestations. Ce cortège de tête se compose, devant le cortège syndicale, de manifestants refusant de militer sous une quelconque bannière syndicale ou associative et que les Inrocks associent à « la plus extrême gauche »,. Dans ce cortège de tête, une partie appelée « black bloc » ou « cortège offensif » se compose majoritairement de militants anarchistes ou autonomes partisans de pratiques insurrectionnelles. La présence de ce cortège fait débat car ces militants ont recours à la violence contre les forces de l'ordre et pratiquent des actions de sabotage contre les symboles de l’État et du capitalisme  : destruction de panneaux publicitaires, casse de vitrines de banques, de fast-food, ou d'agences immobilières. Ces pratiques émeutières des autonomes ne sont pas nouvelles, mais, pour la première fois, les autonomes prennent la tête des manifestations syndicales. Parfois, ces violences sont dirigées contre les organisateurs même des manifestations et leur service de sécurité. Les autonomes revendiquent politiquement ces pratiques émeutières et contestent de facto le terme de "casseur" .

## Loi travail
Ce projet de loi vise à réformer le Code du travail afin, selon les propres termes du gouvernement de Manuel Valls, de « protéger les salariés, favoriser l'embauche, et donner plus de marges de manœuvre à la négociation en entreprise ». Ce projet de loi doit changer certaines dispositions légales à l'égard des salariés.
- Heures supplémentaires : Toute heure travaillée au-delà des 35 heures hebdomadaires légales continuera à être payée, selon une majoration qui restera de 25 % pour les huit premières heures supplémentaires et de 50 % pour les heures suivantes, mais une entreprise pourra négocier, directement avec ses syndicats, un accord interne qui lui permet de limiter cette majoration à 10 %, donnant ainsi une plus grande capacité d'organisation interne aux entreprises et autorisent certains juristes du travail à évoquer une possible fragilisation de la capacité de négociation de la part des salariés[283]. À titre dérogatoire et à la suite d'un mouvement de grève et des manifestations, les routiers ont obtenu des gages sur le maintien de leur régime d’heures supplémentaires[284].

- Licenciement économique : Le motif économique d'un licenciement se caractérisera selon une nouvelle appréciation des difficultés économiques qui seront évaluées par quatre trimestres consécutifs de baisse continue du chiffre d'affaires ou deux trimestres consécutifs de perte d'exploitation. Dans ces conditions, une société aurait plus de difficultés à licencier, surtout dans l'exemple où la maison-mère continue à faire des bénéfices, mais cette partie du projet de loi reste tout de même fortement contestée par les opposants qui considèrent le licenciement de salarié « plus facile » pour les entreprises[285].

- Licenciement abusif : La première version du projet de loi prévoyait qu'un barème serait instauré pour fixer le montant maximal des indemnités qu'un salarié pourra percevoir si les conseils de prud'hommes jugent qu'il a été licencié sans justification ou en dehors des règles. La dernière version prévoit que ce barème restera indicatif, à la suite de l'opposition de syndicats.

- Référendum d'entreprise : à la suite d'un blocage pour mettre en place un accord d’entreprise, les syndicats représentant au moins 30 % des salariés de l'entreprise pourront, éventuellement, demander l’organisation d’un référendum. Le vote des salariés, à la majorité des suffrages exprimés, pourra primer sur la décision de la majorité des syndicats. Dans le cadre de l'actuel projet de loi, les référendums ne pourront concerner que certains dossiers, tels que la durée du travail, celle des repos et celles des congés. Toutefois, la loi n'oblige pas l'employeur à respecter le référendum si le résultat n'est pas celui qu'il attend.

- Accord de développement de l'emploi : Cette nouvelle mesure, inédite dans le cadre d'une loi, donnera la possibilité à une entreprise de conclure ce qui est dénommé un « accord de développement de l'emploi ». Dans ce cadre, l'entreprise intéressée par cet accord pourra, dès lors, conclure celui-ci pour moduler le temps de travail et la rémunération des salariés afin de partir à la conquête de nouveaux marchés sur une période maximale de deux ans. Ce texte est largement contesté car, même si les syndicats doivent donner leur accord, un salarié qui refusera la modification de son contrat de travail en vertu de cet accord accepté au niveau collectif pourra être licencié non pas pour un motif économique mais pour un motif « spécifique qui constitue une cause réelle et sérieuse », ce qui signifie qu'il ne peut contester la rupture devant le Conseil des prud'hommes.

- Hiérarchie des normes : Le principe même de ce projet de loi, souligné par l'article 2 du projet de loi et fortement critiqué par les opposants[286], instaurera une nouvelle norme dans l'échange entre les salariés, leurs représentants et l'entreprise. Le projet de loi vise à imposer des règles qui ne seront plus négociées pour tout un secteur mais entreprise par entreprise, mettant ainsi fin aux accords de branche. Il est tout de même prévu que la branche professionnelle du secteur de l'entreprise pourra une fois par an vérifier ces accords et ainsi dénoncer les cas d'abus.

- Compte personnel d'activité (CPA) : Considéré, avec la « garantie jeune » comme la « grande réforme sociale du quinquennat » par le président de la République, le compte personnel d'activité est ouvert à toute personne âgée de 16 ans et plus et relevant d'un emploi ou en situation de recherche d'emploi et continuera jusqu'à l'âge de la retraite. Le CPA sera constitué d'un compte personnel de formation, d'un compte personnel de prévention de la pénibilité et d'un futur compte d'engagement citoyen, dans lequel seront également décomptées les heures de formation, de bénévolat et de volontariat[287].

- Garantie jeune : à la suite d'une expérimentation lancée en 2013, la garantie jeune sera généralisée par cette future loi. Le gouvernement présente cette mesure, sur son portail, en disant que, « Pour les jeunes de 16-25 ans en situation de grande vulnérabilité sur le marché du travail, le Gouvernement a mis en place la Garantie jeunes. Un dispositif donnant à ces jeunes la chance d'une intégration sociale et professionnelle grâce à un parcours intensif de formation et d'accès à l'emploi. Le projet de loi travail prévoit la généralisation du dispositif en 2017 »[288].

## Organisations participant au mouvement

### Syndicats de salariés
À la date du 3 mars 2016, seules cinq centrales syndicales de travailleurs (la CFDT, le CFE-CGC, la CFTC et l'UNSA) signent un texte commun réclamant que le projet de la loi travail puisse être modifié. Les syndicats totalement opposés à ce texte (CGT, FO, FSU, SUD-Solidaires, CNT, UNEF, FIDL UNL) ont refusé d'apposer leurs signatures, préférant réclamer un retrait total du projet de loi . Le 12 juin, la CFE-CGC confirme son opposition au texte et menace de rejoindre dans l'action l'intersyndicale si l'article sur l'inversion de la hiérarchie des normes et celui sur la limitation de la majoration des heures supplémentaires ne sont pas rediscutés d'ici le 23 juin.

Isolée du mouvement syndical, la CFDT affirme ensuite, comme le MEDEF, son opposition à toute évolution du texte. La CFDT, notamment via Anousheh Karvar (directrice de cabinet de la ministre du travail Myriam El Khomri et ancienne no 2 de la CFDT), a participé directement à l'écriture du projet de loi El Khomri. Le 17 juin, Philippe Louis, le président confédéral de la CFTC, déclare que la CFTC soutient les principes de la Loi Travail, notamment ce qui concerne les négociations d'entreprises et l'aménagement du temps de travail. Mais il demande que la loi évolue encore un peu, afin d'accorder plus de sécurités aux salariés. Pierre Gattaz, directeur du MEDEF, change d'avis sur le texte à la suite d'un entretien avec le premier ministre. Il déclare, à propos de la quatrième version du projet de loi :
"La loi travail: énorme déception" [...][C'est un] "monument de complexité, absolument illisible pour les TPE PME". [...]Plus personne n'y comprend rien sur le terrain et c'est une loi qui ne servira strictement à rien pour l'emploi, j'en suis désolé je l'ai dit au Premier ministre"

### Syndicats étudiants
La plupart des syndicats étudiants (UNEF, Solidaires étudiant-e-s) et lycéens (UNL, FIDL, SGL) se sont joints aux syndicats de salariés, alors que la FAGE a rejoint la CFDT, non opposée à l'intégralité du projet de loi.

### Réaction des organisations internationales
Le 24 mai 2016, le Fonds monétaire international (FMI) indique dans le rapport de la mission de consultation annuelle que « la loi El Khomri constitue une autre étape nécessaire vers un marché du travail plus dynamique [...] La loi El Khomri, qui est en ce moment même au Parlement, constituerait un autre pas en avant : elle élargirait la possibilité de conclure des accords d’entreprises et réduirait l’incertitude juridique en matière de licenciement. ».
Dans son rapport de fin juin, diffusé dans la presse française les 1 et 2 juillet, le Comité des Droits économiques, sociaux et culturels de l'ONU (CESCR selon son acronyme anglophone officiel) mentionne la Loi Travail et se dit « préoccupé par les dérogations à des protections acquises en matière de conditions de travail proposées dans le projet de loi travail, y compris pour accroître la flexibilité du marché du travail, sans qu'il ne soit démontré que l'État a considéré toutes les autres solutions possibles ». Le CESCR  incite l'État « à s'assurer que les dispositifs proposés pour accroître la flexibilité du marché du travail n'ont pas pour effet la précarisation du travail et la diminution de la protection sociale du travailleur ». Il « constate aussi avec inquiétude que l'espace démocratique de négociation des conventions collectives s'amenuise ». Il invite également « à assurer l'effectivité de la négociation collective et du droit de bénéficier d'une représentation syndicale conformément aux normes internationales afin de protéger les droits des travailleurs en matière de conditions de travail et le droit à la sécurité sociale »,.

## Grèves
Dès le début du mouvement d'opposition à la loi El Khomri, des préavis de grève ont fait leur apparition, ceux-ci étant autant liés au projet de loi gouvernemental qu'à des revendications plus anciennes.
En 2023, l'entreprise Vencorex est condamnée pour entrave au droit de grève en 2016.

### Transport
À la SNCF, trois des quatre syndicats représentatifs (CGT, Unsa, SUD) ont posé un préavis de grève reconductible à compter de mardi 31 mai au soir. Seuls CGT-Cheminots et SUD-Rail expriment également des revendications du retrait de la loi travail tandis que l'Unsa s'oppose uniquement au projet de réforme du statut des cheminots. Initialement associée au préavis, la CFDT s'en est dégagée à la suite de négociations avec le gouvernement. Le secrétaire d'État français aux Transports, Alain Vidalies, a qualifié le mouvement à partir des prévisions du 31 mai de « certes sérieux, mais [...] pas de l'ampleur qu'on pouvait imaginer ».
À la RATP, la CGT appelle à la grève reconductible à partir du 1er juin, et SUD à partir du 10 juin, date de début de l'Euro 2016. Les revendications concernent également les salaires. Toujours selon Alain Vidalies, « le rapport de force fait qu'il n'y aura pas de ce point de vue-là des perturbations qui seront très importantes ».
Les contrôleurs aériens ont connu des mouvements de grève comportant comme revendication le retrait de la loi travail en mars, avril et mai. De nouveaux préavis de grève pour début juin, qui concernent aussi les pilotes d'Air France, ne mentionnent pas de rapport avec le projet de loi travail.

### Raffineries de pétrole
Le syndicat CGT annonce à la presse que toutes les raffineries de France sont en grève le 24 mai. Le Premier ministre annonce sur une station de radio que les sites bloqués seront libérés et réaffirme qu'« il n'y aura pas de retrait du projet de loi ».
Le 3 juin, la grève ne concerne plus qu'une partie des raffineries, et tous les dépôts de pétrole sont débloqués.

### Industrie du livre
Le 26 mai 2016, jour d'une grande manifestation syndicale et de grève nationale, la CGT du livre a bloqué la parution des journaux quotidiens dont les rédactions ont refusé de publier une lettre écrite par Philippe Martinez, secrétaire général de la CGT, et adressée à ces rédactions. Ce jour-là, excepté L'Humanité, aucun journal n'est sorti dans les kiosques. Des patrons de presse ont dénoncé à cette occasion le « chantage » de la CGT.

### Électricité
La CGT Énergie a appelé le 24 mai à des grèves dans les centrales nucléaires. La grève a été votée dans l'ensemble des 19 centrales nucléaires pour le jeudi 26 mai, générant des baisses de production dans 10 de ces centrales soit 12 des 58 réacteurs, sans toutefois occasionner de coupures d'électricité.
Le 2 juin, des agents grévistes font basculer de nombreux foyers au tarif heures creuses. Selon le syndicat FNME-CGT, plus d’un million d’abonnés seraient concernés. Des coupures d'électricité ont également eu lieu à Tulle (fief de François Hollande) et dans la résidence secondaire de Pierre Gattaz, président du MEDEF.

## Violences
Les manifestations sont régulièrement émaillées de violences de la part de manifestants ou de policiers. Ces violences ne concernent toutefois qu'un nombre minoritaire de manifestants, souvent appelés « casseurs » dans les médias.
Du côté des syndicats, Philippe Martinez a annoncé que la CGT condamnait « toutes les violences », aussi bien venant « de la part de ceux qu'on appelle les casseurs, qui sont très peu nombreux mais qui font beaucoup de dégâts » que « des violences policières ». Pour la CGT, ces dernières font partie de la « répression que subissent les militants syndicaux, ainsi que toute personne exerçant son droit de s’organiser et de manifester ». Le président de l’UNEF, William Martinet, a lui aussi condamné les violences des manifestants, mais il a également dénoncé un « usage disproportionné de la force par la police » et « exigé » l’arrêt de l’utilisation des flash-ball. Jean-Claude Mailly, secrétaire général de Force ouvrière, a souligné que son organisation avait « toujours condamné » les violences des manifestants, mais les a relativisées, faisant valoir qu’elles éclataient « en dehors des manifs, à côté des manifs ». Éric Beynel et Cécile Gondard-Lalanne, porte-paroles de Solidaires, estiment que pour ce qui est des manifestants, « la violence n’est pas tournée contre les personnes mais contre un ordre général » et que « la stratégie de maintien de l'ordre est totalement à revoir ».
Du côté politique, la violence des manifestants a été critiquée par François Hollande, Manuel Valls, et divers membres éminents du PS dont Claude Bartolone, Bruno Le Roux, et Jean-Christophe Cambadélis. Bernard Cazeneuve, ministre de l'Intérieur a critiqué la violence « d'où qu'elle vienne », tout comme Jean-Luc Mélenchon. Olivier Besancenot (NPA) a condamné les violences policières mais pas les violences des manifestants à l'occasion du 1er mai, jugeant qu'elles proviennent du dispositif policier employé. Recep Tayyip Erdogan, président de la Turquie, a annoncé qu'il condamnait « la violence exercée par la police française contre les gens qui usent de leur droit de manifester ».
Plusieurs acteurs ont également critiqué la stratégie de maintien de l'ordre dans les manifestations. Ainsi, Olivier Besancenot dénonce « une stratégie politique qui consiste à créer les conditions pour qu'il y ait des débordements », une « stratégie gouvernementale. » Jean-Luc Mélenchon accuse encore plus directement le ministre de l'Intérieur, dénonce « une erreur et une malveillance absolue du haut commandement de la police » et craint qu'« au rythme où on va, quelqu'un va mourir, parce que la violence est à chaque manifestation un peu plus élevée. »

### Violence policière envers les opposants
Le 23 mars, la vidéo-amateur d'un lycéen frappé sans raison manifeste par des CRS, devant le lycée Henri-Bergson de Paris, devient virale sur internet, suscitant une vive émotion dans l'opinion publique et des suites judiciaires. Deux policiers sont envoyés en correctionnelle pour «violences volontaires par personne dépositaire de l’autorité publique, sans incapacité temporaire de travail ».
Le 28 avril, un étudiant perd un œil à la suite d'un tir de lanceur de balle de défense lors d'une manifestation à Rennes.
Durant la nuit du 28 au 29 avril, à Paris, des policiers frappent, parfois au visage, des participants à Nuit debout, alors que ces derniers étaient menottés et n'opposaient aucune résistance,.
Le 1er mai, à Paris, l'artère de la cheville d'une manifestante est sectionnée par un tir tendu de la police, ce qui est normalement interdit. Elle doit être soignée sur place par des street medics, car l'hémorragie qu'elle avait la rendait intransportable. Le 10 mai, à Nantes, des manifestants sont percutés par des tirs tendus de grenades lacrymogènes, alors que cela est interdit par les lois relatives à leur utilisation. Le 12 mai, la préfecture recense 4 manifestants blessés à Paris, alors que les street medics (manifestants équipés de matériel de premiers secours) recensent de nombreux blessés, dont une dizaine aurait été envoyée à l'hôpital, bilan qu'ils considèrent non exhaustif. Ils identifient les causes des blessures comme étant les tirs tendus de grenades de diverses sortes (hématomes, plaies ouvertes, crachats sanglants laissant présager d’une atteinte pulmonaire), les tirs de grenades de désencerclement (brûlures, hématomes, plaies, acouphènes, présence d'éclats dans la peau du visage), les coups de tonfa (contusions, plaies dont certaines au crâne, suspicions de fractures), les gaz lacrymogènes (crises d’asthme, de panique, perte de connaissance).
La manifestation du 14 juin à Paris est le théâtre de nombreuses violences. On recense notamment une blessure grave et plusieurs blessures légères provoquées par des tirs de grenade lacrymogène. Les manifestants et secouristes précisent que certains de ces tirs étaient tendus, contrairement à la règle.
La police annonce avoir tiré 1 500 grenades, 175 grenades de désencerclement, ainsi qu’un tir de lanceur de balle de défense. En revanche, la préfecture de police n'a comptabilisé que 11 blessés, dont 7 ayant dû être transportés à l'hôpital.
De nombreux recours ont été déposés pour violence policière. Le 6 juin, 48 de ces plaintes étaient retenues pour enquête judiciaire par l'IGPN.
Le 31 mai 2017, l'organisation Amnesty International produit une étude sur la restriction du droit de manifester en France. Une grande partie de cet article étant consacrée à la répression policière du mouvement social elle publie le bilan des street médics parisiens faisant état « d'au moins 1000 blessés uniquement à Paris ». Elle condamne également les actes de violence de la part de certains manifestants à l’encontre des forces de l’ordre.

### Violence des opposants envers la police
Le 12 mai, le ministre de l'Intérieur Bernard Cazeneuve annonce que 300 policiers ont été blessés dans toute la France lors des diverses manifestations ayant déjà eu lieu.
Le 13 mai, un bureau de police est attaqué par « deux cents activistes » à Rennes. Le 17 mai, Bernard Cazeneuve adresse un communiqué de presse dans lequel il fait état de onze policiers blessés dans toute la France dans le cadre des manifestations de la journée, dont un grièvement. Quarante-six individus sont placés en garde à vue pour des raisons d'« incidents et [de] dégradations limitées ».
Le 18 mai, le syndicat de police Alliance organise un rassemblement place de la République à Paris pour dénoncer la « haine anti-flics ». En marge de cette manifestation, une voiture de police est incendiée par des « casseurs ».

### Violence entre manifestants et services d'ordre des syndicats
Le 12 mai et le 17 mai, à Paris, des heurts surviennent entre manifestants et services d'ordre des syndicats,, auxquels ils reprochent d'être passé du côté de la police en s'équipant notamment de battes de baseball, de matraques télescopique et de manches de pioche pour contrer les manifestants violents,. Selon les syndicats, dix membres des services d'ordre ont été blessés le 12 mai.
Le soir du 23 juin, des casseurs viennent briser les vitres du siège de la CFDT dans le quartier de Belleville, et y taguent en rouge « C'est fini de trahir. » Dans la nuit du 24 au 25 juin, d'autres casseurs brisent plusieurs vitres et une porte du siège de la CGT à Montreuil. La nuit du 30 juin, à 2h du matin, le siège de la CFDT-Gironde, à Bordeaux, est endommagé par un incendie criminel. Un tag « Incendie, Part 1 » est laissé, laissant penser que les incendiaires seraient prêts à recommencer.
Le 23 septembre 2017, lors de la manifestation de la France insoumise contre la "Loi Travail 2", avant un discours de Jean-Luc Mélenchon, des membres des Black Blocs - peut-être déjà impliqués dans l'incendie d'un garage d'une gendarmerie à Grenoble la veille - lancent des barrières en métal sur des manifestants et sur le service de sécurité de la France Insoumise. À la suite de ceci, des heurts éclatent et durent plusieurs minutes avant que la situation ne revienne au calme.

### Violence policière envers des journalistes
Le 31 mars, à Toulouse, un journaliste indépendant, qui portait son brassard « Presse », reçoit plusieurs coups de bouclier de la part de CRS, malgré ses cris « Je suis de la presse ! ». Il est jeté à terre, où il reçoit encore un coup de matraque. Finalement, un CRS gradé vient s'interposer pour le protéger et le sortir de cette situation. Il doit aller à l'hôpital à la suite du coup reçu sur le crâne. Même jour, même ville, un CRS assène des coups de matraque dans les jambes d'un journaliste de Côté Toulouse, alors que celui-ci criait « Je suis journaliste ! »
Le 17 mai, un cadreur est blessé à la cuisse par un tir tendu de grenade lacrymogène - interdit par la loi - effectué par un CRS. Reporters sans frontières condamne les violences policières contre les journalistes survenues les 17 et 26 mai. Le 31 mai, à Rennes, des policiers forcent un journaliste à effacer des photos qu'il avait prises lors d'une arrestation, en le menaçant de casser son appareil photographique s'il ne le fait pas, et tentent d'empêcher un journaliste de Taranis News de filmer la scène.
Le 2 juin, à Rennes, plusieurs journalistes, portant un casque avec la mention « Presse », sont matraqués et/ou expulsés violemment d'une manifestation par la police. Selon le Club de la Presse de Bretagne, un journaliste de Libération a été littéralement assommé d'un coup de matraque, mais n'est pas blessé gravement. L'appareil photographique d'un journaliste de L'Express aurait également été détruit. Toujours selon le Club de la Presse de Bretagne, « ces violences policières (et ce ne sont pas les premières) nous empêchent de travailler correctement ».
Le 28 juin, à Toulouse, plusieurs policiers matraquent violemment un journaliste indépendant, car celui-ci s'était rapproché d'une interpellation. À l'aide d'un lanceur de grenades lacrymogènes, ils détruisent également l'appareil photographique d'un autre journaliste indépendant qui avait photographié la scène. Deux autres photographes sont également menacés par la police.
Le 5 juillet 2016, à Paris, deux CRS mettent à terre, traînent et matraquent un vidéaste indépendant qui avait filmé une interpellation. Un journaliste de BuzzFeed est également écarté de force.
Le 15 septembre, à Paris, plusieurs journalistes sont matraqués par des CRS, et l'un d'entre-eux a peut-être été blessé.

#### Incident Romain Dussaux
Le 26 mai, à Paris, Romain Dussaux, un journaliste indépendant, est très gravement blessé par une grenade de désencerclement lancée par un policier du groupe d'intervention de la préfecture de police de Paris (à distinguer des CRS malgré leur équipement très similaire). Il aurait souffert d'un enfoncement de la boite crânienne causé par le bouchon en métal de la grenade, éjecté lors de l'explosion. Une femme est également blessée au pied par la grenade. Les policiers ont ensuite lancé une bombe lacrymogène sur les manifestants qui s'étaient rassemblés pour lui donner les premiers secours. Romain Dussaux est par la suite transporté, encore conscient, dans un camion de pompiers.
Selon deux témoignages anonymes recueillis par le journal Libération, deux gendarmes mobiles en armure seraient ensuite entrés dans le camion. Ils auraient effectué des gestes assez violents pour faire trembler les véhicules, sans que les témoins puissent voir ce qui se passait réellement. Libération interprète ces mouvements comme pouvant être soit les gestes de premier secours, soit des actes d'intimidation. De plus, un appel téléphonique passé depuis le camion à ce moment aurait permis d'entendre R. Dussaux crier de douleur.
Romain Dussaux sort du coma le 6 juin avec des risques de séquelles neurologiques. En septembre 2016, il souffrait encore de lésions cérébrales et d'un trou dans la boîte crânienne.
Une enquête est ouverte par le Parquet de Paris et une autre par l'IGPN. Selon Le Monde, « les premiers éléments d’enquête […] font apparaître de fortes contradictions entre le récit des policiers et l’exploitation des vidéos filmées par des témoins » : les policiers auraient exagéré l'hostilité de la foule. L'instruction révèle également de gros défauts dans l'évaluation du potentiel létal des grenades de désencerclement, mais aussi dans la formation des policiers à leur utilisation. Il est établi que c'est le brigadier-chef Nicolas L.G. qui a lancé la grenade qui a blessé Dussaux et l'autre manifestante,. Les vidéos montrent que le lancer de la grenade a bien été effectué au ras du sol, conformément aux instructions qui sont censées empêcher ce modèle de grenade de désencerclement de provoquer des lésions irréversibles. Une expertise médicale et balistique datée du 30 septembre 2017 retient que « même dans le cadre d’une utilisation normale, rigoureuse et préconisée, ce type de grenade DMP ou DBD peut tout à fait engendrer les lésions telles que celles observées chez M. Dussaux ». Au 26 mai 2019, l'enquête à propos des blessures de Dussaux et de l'autre manifestante étaient toujours en cours. Le brigadier-chef L.G. est placé sous le statut de témoin assisté. Il explique qu'il a lancé la grenade car il a eu peur qu'avec si peu d'effectif, lui et sa brigade n'arriveraient pas à garder leur position. Le juge d'instruction décide qu'il n'y a pas assez de charge contre lui pour le mettre en examen, ce qui dans les faits place l'enquête au point mort.
Mais le 17 juillet 2019, le défenseur des droits Jacques Toubon rend un rapport où il estime que le lancer de la grenade n'était pas justifié. Il constate « que dans les instants qui ont précédé le jet de la grenade, les fonctionnaires de police n’ont fait l’objet ni d’agression ni de tentative d’agression et qu’ils pouvaient sans difficulté accéder à l’endroit qu’ils souhaitaient rejoindre ». D'autant plus que le brigadier-chef L.G. a admit qu’il «n’était pas empêché d’accéder à la cour et que les personnes présentes ne se sont pas rapprochées de lui», bien que c'était la sensation qu'il a ressenti sur le moment, et qu'il avait déjà « retiré la goupille avant même de pouvoir observer la situation ». Il note toutefois que durant la formation théorique du brigadier-chef, on lui avait affirmé que cette arme ne pouvait pas causer de dommages graves, et qu'il ne pouvait donc pas « anticiper la gravité des lésions causées » car « l’emploi de la grenade a eu des conséquences bien plus graves que celles présentées lors de la formation dispensée aux fonctionnaires de police ».

### Craintes de dérive autoritaire liée à l'état d'urgence
Au moment où commence le mouvement de grèves et de manifestations du printemps 2016, la France se trouve en état d'urgence depuis les attentats du 13 novembre 2015. Cet état d'urgence a été prolongé trois fois, le troisième prolongement devant durer jusqu'au 27 juillet, afin de renforcer la sécurité pendant le Championnat d'Europe de football 2016 que la France accueille du 10 juin au 10 juillet. Au fil des mois, plusieurs critiques formulées contre les violences policières accusent également le gouvernement et la police d'instrumentaliser l'état d'urgence dans un but politique afin de criminaliser le mouvement social au nom du maintien de l'ordre et de la sécurité. Le 18 avril, un collectif rassemblant plus de 300 universitaires, artistes et militants associatifs publie dans le quotidien Libération une tribune déclarant que « Depuis novembre dernier et la proclamation de l’état d’urgence, l’État de la régression sociale et de la matraque a brutalement accéléré sa décomposition ». La tribune établit un lien entre l'état d'urgence, les violences policières et la soumission du gouvernement au grand capital ; le collectif reproche en particulier au gouvernement sa violence à l'égard de la jeunesse, des lycéens et des étudiants. Au même moment, le sociologue Éric Fassin estime : « Depuis plusieurs mois on constate que l'état d'urgence justifie des abus. Il y a un danger démocratique.(...) Frapper des gens dans la rue parce qu'ils manifestent c'est tout à fait contraire aux principes démocratiques. » Le 17 juin, un autre collectif, formé d'une soixantaine d'intellectuels, de militants et de syndicalistes qui appellent à la poursuite du mouvement, dénonce entre autres « une violence physique déchaînée » et « une violence antidémocratique à coups de 49-3, d’interdictions de manifester et d’assignations à résidence au nom de l’état d’urgence ». Le politiste Yves Sintomer souligne le danger de « s'habituer à l'exception » en matière de sécurité. Françoise Dumont, présidente de la Ligue des droits de l'homme, dénonce le fait que les forces de l'ordre se servent parfois des pouvoirs accrus conférés par l'état d'urgence pour mener des opérations de police sans lien avec les risques d'attentat, en formulant notamment des dizaines d'interdictions de manifester affectant des militants antifascistes ou anarchistes, interdictions dont beaucoup ont ensuite été annulées par le Conseil d'État,.
Christine Lazerges, alors présidente de la Commission nationale consultative des droits de l'homme (CNCDH), estime que le mouvement Nuit debout constitue une preuve qu'on ne peut pas parler d'autoritarisme en France à cette période, mais regrette « les détournements de l’état d’urgence » et la « peur panique dans la lutte antiterroriste [qui] a conduit à dévoyer le droit pénal ».

## Caractère des manifestants dans la presse
Le 15 avril 2016, dans un article en ligne du journal Libération, le journaliste Sylvain Moreau fait le rapprochement avec le mouvement des Indignés ainsi qu'Occupy Wall Street. Christophe Bourseiller parle du retour du mouvement anarchiste dans un article en ligne de journal Le Point ; Mathieu Bock-Côté, dans Le Figaro, désigne l'« anarchisme révolutionnaire » comme principale cause des manifestations, parlant d'un rôle majeur des minorités actives plutôt que du véritable peuple. Pierre Rigoulot, spécialiste du communisme et rédacteur en chef de la revue Histoire et Liberté, qualifie les idées de la CGT dans Contrepoints de « marxiste et anticapitaliste » ; l'essayiste et politologue Gaël Brustier parle, quant à lui, dans Les Inrockuptibles du « premier mouvement social post-marxiste » en qualifiant ainsi Nuit debout. Le journaliste Dominique de Montvalon dans Le Journal du dimanche parle de « décomposition de la gauche » pour caractériser les mouvements des manifestations contre la Loi Travail, désignant une fracture entre le parti socialiste au pouvoir et la gauche plus radicale .
Nicolas Goetzmann, membre de la Fondation pour l'innovation politique, parle d'inégalités inter-générationnelles dans un entretien sur Atlantico en expliquant notamment les manifestations par les promesses non tenues du gouvernement Manuel Valls envers le travail des jeunes. Beaucoup de violences ont révélé les agissements de l'Action antifasciste Paris-Banlieue[réf. nécessaire], comme lors de l'agression de trois policiers avec une voiture brûlée, héritiers des redskins des années 1980.

## Critiques du traitement médiatique

### Traitement partisan
L'association de critique des médias Acrimed a dénoncé dans un article le traitement partisan et stigmatisant de la contestation de la part des grands médias. Ces derniers sont accusés de se concentrer sur la prétendue nécessité de la réforme, sur les conséquences négatives de la contestation ainsi que sur les violences survenues durant celle-ci et de passer sous silence la nature de la contestation. Est également critiquée l'attention davantage accordée aux violences commises en marge de la manifestation qu'aux bavures policières.
De même, Raymond Macherel dans un blog Mediapart dénonce le traitement médiatique de l'incident Romain Dussaux qui aurait été minimisé Le même phénomène se reproduit après la manifestation du 14 juin à propos de laquelle plusieurs sources, dont aussi bien des manifestants du Nouveau Parti anticapitaliste (NPA) que des journalistes de Mediapart, reprochent aux médias leur manque d'intérêt pour le cas d'une blessure grave provoquée par un tir de grenade lacrymogène ou pour l'importante fréquentation de la manifestation. Les dégradations matérielles infligées à l'hôpital Necker rencontrent un plus grand écho médiatique. Le gouvernement, en la personne de MM. Valls et Cazeneuve, nourrit cet intérêt en dénonçant ces dégradations et affirmant que l'hôpital est « dévasté ». Ce traitement est dénoncé par plusieurs personnes, dont André Gunthert (enseignant-chercheur en histoire visuelle) et un anonyme se présentant comme « un parent d’enfant très malade » soigné à l'hôpital Necker, soulignant que seuls deux « casseurs » ont brisé quelques vitres et qualifiant la manœuvre d'« instrumentalisation » d'une réaction émotionnelle du grand public, qu'ils jugent malvenue de la part d'un gouvernement appliquant une politique d'austérité dans le domaine de la santé,.

### Utilisation du terme«casseurs»
Pour les chercheurs Xavier Crettiez et Jacques de Maillard, l'utilisation du terme de « casseurs » pour désigner les manifestants usant de la violence est péjorative et témoigne d'une volonté de criminaliser une violence qui n'est pas gratuite mais politique. Pour ces manifestants, la violence n’est pas condamnée en soi, mais est considérée comme une arme nécessaire face à la violence d'État.

### «Essoufflement»du mouvement
Dans un article du 27 juin 2016, l'association de critique des médias Acrimed met en évidence le fait que dès le 11 avril, les grands médias parlent d'un "essoufflement" du mouvement (voire dès le 5 avril pour RFI). Or, l'association met également en évidence le fait que le terme "essoufflement" est accolé même aux phrases qui le contredisent. Exemple tiré de l'Alsace.fr le 3 juin : « Les assemblées générales ont toutes reconduit le mouvement de grève » [...] « La CGT Cheminots et SUD-Rail ont voté la poursuite de la grève à la SNCF. Et pourtant le mouvement s'essouffle. ». Acrimed reproche deux choses à cela. La première est de ne garder que des éléments pouvant indiquer un possible essoufflement du mouvement, mais ne quasiment jamais parler de tout signe de vitalité du mouvement social. Et surtout, Acrimed accuse les grands médias d'essayer de créer une prophétie autoréalisatrice par démoralisation des manifestants et des grévistes.